# Großer Torpedoboot
La Großer Torpedoboot (1898–1919) (grande torpediniera) della Kaiserliche Marine era una unità equivalente nelle prestazioni e compiti ai cacciatorpediniere in uso nelle altre marine militari dell'epoca. Con la prima legge navale del 1898, voluta dal governo di Guglielmo II, fu finanziata la creazione di una flotta tedesca d'alto mare, la Hochseeflotte. Per scortare le squadre di navi da battaglia ed incrociatori da battaglia, la legge prevedeva la costruzione di flottiglie di grandi torpediniere (große Torpedoboote), notevolmente più grandi, meglio armate ed in grado di tenere il mare meglio rispetto alle torpediniere tedesche precedenti. 
Nonostante fossero denominate in sequenza con le torpediniere precedenti(GE), vennero ufficialmente denominate "torpediniere d'alto mare" (Hochseetorpedoboote) ed erano, sotto molti aspetti, equivalenti ai cacciatorpediniere delle altre marine militari (i loro equipaggi le definivano così). Nei seguenti venti anni, fino alla fine della prima guerra mondiale, vennero costruite 336 unità di questo tipo.

## Descrizione generale

### I piani di costruzione
La consistenza della flotta tedesca veniva stabilita da una serie di leggi emanate dal Reichstag, che stabiliva il numero di unità da costruire e quelle da sostituire, sia la durata operativa delle navi.
La prima legge navale del 1898 stabiliva una flotta di 19 navi da battaglia (divise in due squadre), 8 navi da difesa costiera (che formavano la terza squadra), 12 incrociatori 30 incrociatori leggeri, scortati da sei flottiglie di torpediniere (due flottiglie per ogni squadra navale). Ogni flottiglia era formata da 12 unità, 72 in totale. L'ammiraglio Tirpitz, l'ispiratore di questo programma, richiese che queste unità fossero grandi abbastanza da affrontare il Mare del Nord ma abbastanza piccole da potere essere comandate da un solo ufficiale, a causa del limitato personale della Kaiserliche Marine.
La legge navale del 1900, che stabilì un grande incremento della flotta tedesca (nell'ambito della crescente rivalità con la Gran Bretagna impegnata nella seconda guerra boera), portò la forza delle torpediniere a 144 unità, metà in servizio e metà in riserva con gli equipaggi al 60%. Dal 1898 fino al 1905, venivano ordinate 6 per anno.
Il numero totale rimase fermo fino alla legge del 1906, tuttavia le unità in servizio aumentarono a 99, con solo 45 nella riserva. La legge stabilì che le vecchie unità dovevano essere sostituite dopo 12 anni di servizio, così che ogni anno venissero ordinate 12 unità dal 1906 in poi.
Dopo l'inizio della guerra, nell'agosto 1914, vennero rapidamente ordinate 48 nuove torpediniere. Queste furono incrementate dal sequestro, nelle settimane seguenti, delle unità in costruzione nei cantieri tedeschi per gli stati esteri, composte da 4 piccole torpediniere e 12 molto più grandi (successivamente definite cacciatorpediniere). Altre ordinazioni furono fatte nel 1916 e negli anni successivi, ma il progressivo deterioramento dell'apparato industriale tedesco non ne permise il completamento.

### Denominazione e cantieri
Come nelle altre marine da guerra dell'epoca, il Reichsmarineamt (dipartimento della marina per le costruzioni) dava un'indicazione delle specifiche da seguire ai cantieri che avevano una certa autonomia nei dettagli costruttivi, così che anche le unità costruite lo stesso anno potevano avere rilevanti differenze di allestimento. Le torpediniere tedesche venivano denominate con una numerazione progressiva, preceduta da una lettera che identificava il costruttore:
| Lettera | Cantiere                        | Numero di unità |
| B       | Blohm & Voss, Amburgo           | 9               |
| G       | Germaniawerft, Kiel             | 58              |
| H       | Howaldtswerke, Kiel             | 24              |
| S       | Schichau-Werke, Elbing          | 135             |
| V       | AG Vulcan, Stettino ed Amburgo  | 109             |
| Ww      | Kaiserliche Werft Wilhelmshaven | 1.              |

### Confronto con le analoghe unità britanniche

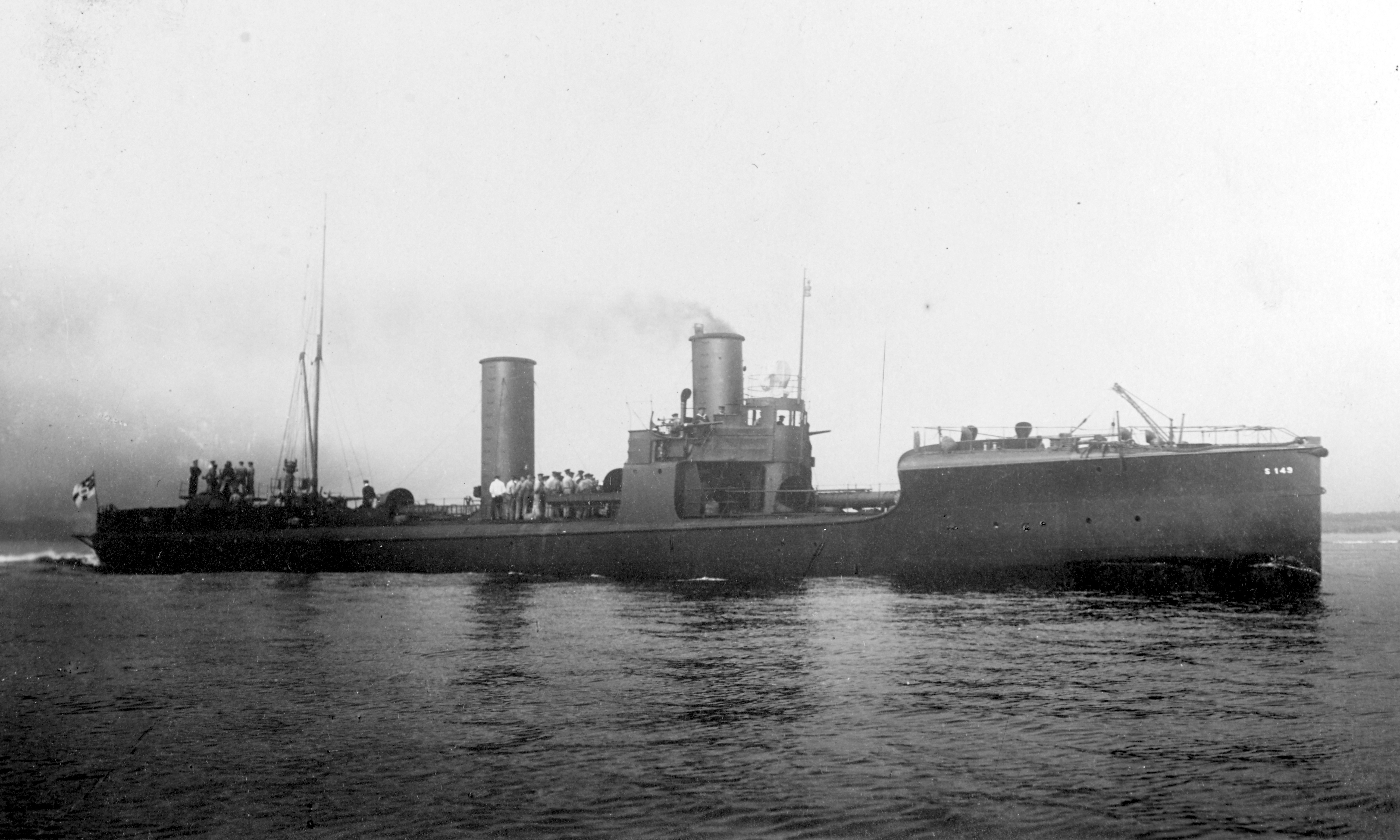
La SMS S-149 nel 1908, si noti il lanciasiluri di prua fra la plancia di comando ed il cassero di prua.

La Germania, nei primi anni del novecento, si era impegnata in una corsa al riarmo navale con la Gran Bretagna. In termini generali, le Großes Torpedoboot tedesche erano leggermente più piccole dei contemporanei cacciatorpediniere britannici avendo un'artiglieria di minore potenza ma un apparato di siluri più potente. I progetti tedeschi preferivano un bordo libero molto basso, con un accentuato bolzone, per ridurre la visibilità del mezzo, la plancia di comando avanzata, appena prima dell'alto cassero di prua. Queste caratteristiche rendevano l'operatività con mare grosso molto difficile, i progetti successivi presentavano il cassero di prua allungato fino alla plancia di comando. I mezzi tedeschi adottarono in ritardo, rispetto alle controparti britanniche, le innovazioni tecnologiche nella propulsione navale. quali la turbina a vapore e successivamente, i gruppi turboriduttori, rispetto ai motori alternativi, la nafta al posto del carbone.

## Großes Torpedoboot 1898 (S 90–G 137)
- Lunghezza: 62,7 m al galleggiamento, 63,0 m fuori tutto; baglio: 7,0 m; pescaggio: 2,83 m a pieno carico
- Stazza: 310 t, 394 t pieno carico
- Propulsione: due motori a vapore a tripla espansione su due assi da complessivi 5 900 cavalli vapore (4,3 MW); velocità: 27 nodi (50 km/h); Capacità di carico: 93 t di carbone; autonomia: 830 miglia nautiche (1 540 km) a 17 nodi (31 km/h).
- Equipaggio: 57 uomini
- Armamento: tre cannoni da 5 cm in affusti singoli non scudati; tre lanciasiluri da 45 cm di calibro, montati in linea due a poppa della plancia uno tra la plancia ed il cassero di prua.[2]

### Programma del 1898

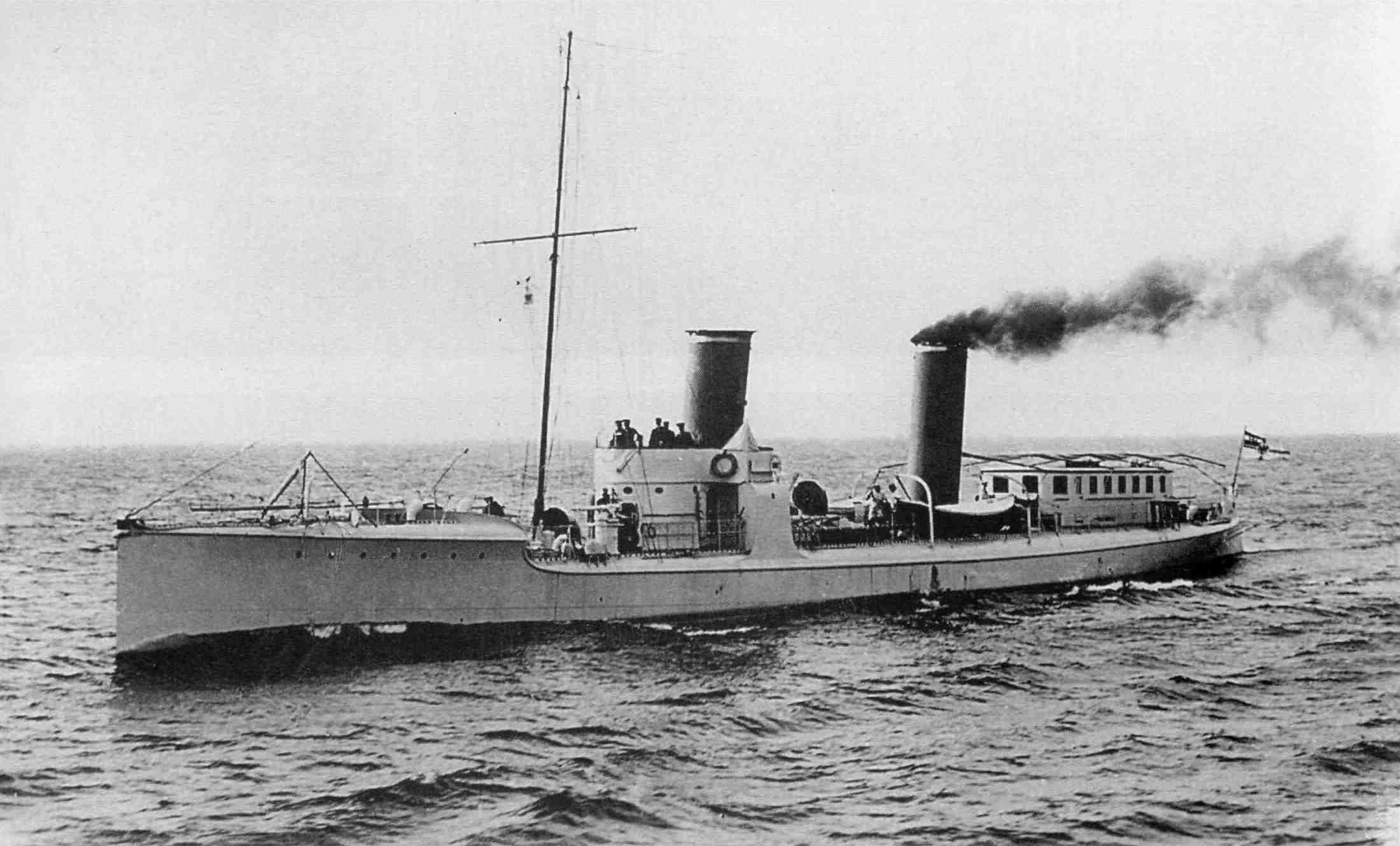
La SMS S97, poi SMS Sleipner ed infine SMS T97

| Unità | Varata            | Completata      | Destino finale. |
| ----- | ----------------- | --------------- | --- |
| S90   | 26 luglio 1899    | 24 ottobre 1899 | Stanziata presso la colonia tedesca di Tsingtao nel 1914; Il 17 ottobre 1914 durante l'assedio di Tsingtao, fece una sortita ed affondò l'incrociatore giapponese IJNS Takachiho, ma, non avendo la possibilità di sfuggire all'embargo navale degli Alleati, si autoaffondò a circa 35 miglia nautiche a Sud-Ovest di Tsingtao (35°32′N 119°36′E). |
| S91   | 25 settembre 1899 | 24 aprile 1900  | stanziata oltremare nel 1900-1902; ribattezzata T 91 (il 4 settembre 1914); ebbe compiti di difesa costiera, e poi di scorta (dal 1915); radiata il 22 marzo 1921; venduta il 26 maggio 1921 e demolita a Düsseldorf. |
| S92   | 15 maggio 1900    | 27 giugno 1900  | stanziata oltremare nel 1900-02; ribattezzataT 92 (il 4 settembre 1914); assunse compiti di scorta e dragamine nel 1914–18; radiata il 22 marzo 1921; venduta 26 maggio 1921 e demolita, a Düsseldorf. |
| S93   | 24 marzo 1900     | 14 luglio 1900  | ribattezzataT 93 (il 4 settembre 1914); assunse compiti di scorta e difesa costiera nel 1914–18; radiata il 22 marzo 1921; venduta 26 maggio 1921 e demolita a Düsseldorf. |
| S94   | 23 aprile 1900    | 27 luglio 1900  | ribattezzataT 94 (4 settembre 1914); scorta e difesa costiera 1914–18; affondata il 13 marzo 1920 a Wilhelmshaven durante il Putsch di Kapp; recuperata, radiata il 26 ottobre 1920; venduta 13 maggio 1921 e demolita a Wilhelmshaven. |
| S95   | 20 febbraio 1900  | 29 agosto 1900  | ribattezzataT 95 (4 settembre 1914); venduta 22 marzo 1921 e demolita a Kiel nel 1921. |

### Programma del 1899
| Unità | Varata           | Completata        | Destino finale. |
| ----- | ---------------- | ----------------- | --- |
| S96   | 31 gennaio 1900  | 27 settembre 1900 | ribattezzataT 96 (4 settembre 1914); venduta 22 marzo 1921 e demolita, Düsseldorf, 1921. |
| S97   | 16 dicembre 1899 | 28 maggio 1900    | una volta completata venne ribattezzata SMS Sleipner per il servizio di trasmissione dispacci con lo yacht reale tedesco lo SMY Hohenzollern; dopo l'inizio della guerra fu armata e ribattezzata T 97 (il 4 settembre 1914); fu venduta il 22 marzo 1921 e demolita a Düsseldorf nel 1921. |
| S98   | 28 luglio 1900   | 4 novembre 1900   | ribattezzata T 98 (il 4 settembre 1914); venduta il 22 marzo 1921 e demolita a Düsseldorf nel 1921. |
| S99   | 4 settembre 1900 | 13 dicembre 1900  | ribattezzata T 99 (il 4 settembre 1914); venduta il 22 marzo 1921 e demolita a Düsseldorf nel 1921. |
| S100  | 13 novembre 1900 | 18 aprile 1901    | ribattezzata T 100 (il 4 settembre 1914); unità scuola; affondata 15 ottobre 1915 in una collisione con il traghetto Preußen a circa 5 miglia Sud-Est di Sassnitz, sul Mar Baltico (54°30′N 13°43′E) (39 vittime); il relitto fu demolito e recuperato nel 1925-26.                         |
| S101  | 22 dicembre 1900 | 30 aprile 1901    | ribattezzataT 101 (4 settembre 1914); venduta 22 marzo 1921 e demolita, Kiel, 1921. |

### Programma del 1900
| Unità | Varata           | Completata        | Destino finale.                                                                           |
| ----- | ---------------- | ----------------- | ----------------------------------------------------------------------------------------- |
| S102  | 18 aprile 1901   | 18 luglio 1901    | ribattezzataT 102 (4 settembre 1914); venduta 22 marzo 1921 e demolita, Kiel, 1921.       |
| S103  | 15 maggio 1901   | 17 settembre 1901 | ribattezzataT 103 (4 settembre 1914); venduta 22 marzo 1921 e demolita, Düsseldorf, 1921. |
| S104  | 22 giugno 1901   | 7 ottobre 1901    | ribattezzataT 104 (4 settembre 1914); venduta 22 marzo 1921 e demolita, Düsseldorf, 1921. |
| S105  | 7 agosto 1901    | 17 novembre 1901  | ribattezzataT 105 (4 settembre 1914); venduta 22 marzo 1921 e demolita, Düsseldorf, 1921. |
| S106  | 7 settembre 1901 | 9 dicembre 1901   | ribattezzataT 106 (4 settembre 1914); venduta 22 marzo 1921 e demolita, Düsseldorf, 1921. |
| S107  | 17 ottobre 1901  | 27 gennaio 1902   | ribattezzataT 107 (4 settembre 1914); venduta 22 marzo 1921 e demolita, Kiel, 1921.       |

### Programma del 1901
| Unità | Varata           | Completata       | Destino finale.                                                                              |
| ----- | ---------------- | ---------------- | -------------------------------------------------------------------------------------------- |
| G108  | 7 settembre 1901 | 26 marzo 1902    | ribattezzataT 108 (4 settembre 1914); venduta 22 marzo 1921 e demolita, Amburgo, 1921.       |
| G109  | 9 novembre 1901  | 19 giugno 1902   | ribattezzataT 109 (4 settembre 1914); venduta 22 marzo 1921 e demolita, Kiel, 1921.          |
| G110  | 9 settembre 1902 | 21 gennaio 1903  | ribattezzataT 110 (4 settembre 1914); venduta 22 marzo 1921 e demolita, Amburgo.             |
| G111  | 2 aprile 1902    | 21 luglio 1902   | ribattezzataT 111 (4 settembre 1914); venduta 22 marzo 1920 e demolita, Kiel, 1921.          |
| G112  | 19 giugno 1902   | 6 settembre 1902 | ribattezzataT 111 (4 settembre 1914); venduta 22 marzo 1920 e demolita, Kiel, 1921.          |
| G113  | 9 agosto 1902    | 16 ottobre 1902  | ribattezzataT 113 (4 settembre 1914); venduta 22 marzo 1921 e demolita, Wilhelmshaven, 1921. |

### Programma del 1902
| Unità | Varata            | Completata       | Destino finale. |
| ----- | ----------------- | ---------------- | --- |
| S114  | 9 agosto 1902     | 25 ottobre 1902  | ribattezzataT 114 (27 settembre 1916); venduta 9 novembre 1920 e demolita, Kiel, 1921. |
| S115  | 10 settembre 1902 | 22 febbraio 1903 | affondata il 17 ottobre 1914 nella battaglia al largo di Texel circa a 50 miglia a Sud-Ovest dell'isola di Texel, nel Mare del Nord (52°48′N 3°49′E) dall'incrociatore leggero HMS Undaunted insieme ai cacciatorpediniere HMS Lennox, HMS Lance, HMS Loyal e HMS Legion (55 vittime). |
| S116  | 14 ottobre 1902   | 28 marzo 1903    | Silurata e affondata il 6 ottobre 1914, a circa 10 miglia a Nord di Schiermonnikoog, Mare del Nord (53°42′N 6°09′E) dal sommergibile britannico E 9 (9 vittime). |
| S117  | 4 febbraio 1903   | 21 maggio 1903   | affondata 17 ottobre 1914 insieme allaS115, alle coordinate 52°48′N 3°53′E (64 vittime). |
| S118  | 21 marzo 1903     | 9 luglio 1903    | affondata il 17 ottobre 1914 con la S 115, alle coordinate 52°50′N 3°49′E (52 vittime). |
| S119  | 8 luglio 1903     | 6 settembre 1903 | affondata il 17 ottobre 1914 con la S115, alle coordinate 52°50′N 3°53′E (47 vittime); i cifrari furono recuperati dalla Intelligence della Royal Navy. |

### Programma del 1903
| Unità | Varata           | Completata     | Destino finale. |
| ----- | ---------------- | -------------- | --- |
| S120  | 10 febbraio 1904 | 7 maggio 1904  | ribattezzataT 120 (27 settembre 1916); venduta 22 marzo 1921 e demolita, Wilhelmshaven, 1921.                                                                                             |
| S121  | 3 marzo 1904     | 17 giugno 1904 | ribattezzataT 121 (27 settembre 1916); venduta 22 marzo 1920 e demolita, Kiel, 1921. |
| S122  | 23 aprile 1904   | 5 agosto 1904  | colpita da una mina e affondata il 5 ottobre 1918 a circa 50 miglia a nord di Ameland, Mare del Nord (54°40′N 5°57′E) (12 vittime).                                                       |
| S123  | 25 giugno 1904   | 23 agosto 1904 | colpita da una mina e affondata il 1 maggio 1916 a Nord dell'isola di Sylt, Mare del Nord (55°04′N 8°23′E) (23 vittime).                                                                  |
| S124  | 3 agosto 1904    | 8 ottobre 1904 | affondata il 30 novembre 1914 per la collisione con la S.S. Anglodane, a circa 12 miglia a nord di Rostock, Mar Baltico (54°22′N 12°11′E) (1 vittima); recuperata e demolita, Kiel, 1915. |
| S125  | 19 maggio 1904   | 4 aprile 1905  | ribattezzataT 125 (27 settembre 1916); venduta il 26 ottobre 1920 e demolita, a Moorburg.                                                                                                 |

### Programma del 1904
| Unità | Varata           | Completata        | Destino finale. |
| ----- | ---------------- | ----------------- | --- |
| S126  | 26 novembre 1904 | 30 aprile 1905    | affondata nella collisione con la SMS Undine, 17 novembre 1905 (33 vittime); recuperata nel 1906 tornò in servizio, 1908; ribattezzataT 126 (27 settembre 1916); Nel 1915 svolgeva attività di addestramento. venduta 22 marzo 1920 e demolita, Kiel, 1921. |
| S127  | 12 gennaio 1905  | 7 giugno 1905     | ribattezzataT 120 (27 settembre 1916); venduta 22 marzo 1921 e demolita, Wilhelmshaven, 1921. |
| S128  | 25 febbraio 1905 | 8 luglio 1905     | ribattezzataT 128 (27 settembre 1916); venduta 22 marzo 1920 e demolita, Kiel, 1921. |
| S129  | 4 marzo 1905     | 10 agosto 1905    | naufragata il 5 novembre 1915 a circa 3 miglia a Nord-Ovest dell'isola di Nigehörn, Mare del Nord (53°59′N 8°21′E) (0 vittime). |
| S130  | 27 aprile 1905   | 17 settembre 1905 | ribattezzataT 130 (27 settembre 1916); venduta 22 marzo 1921 e demolita, Wilhelmshaven, 1921. |
| S131  | 25 maggio 1905   | 6 ottobre 1905    | ribattezzataT 131 (27 settembre 1916); venduta 22 marzo 1921 e demolita, Wilhelmshaven, 1921. |

### Programma del 1905
| Unità | Varata           | Completata       | Destino finale.                                                                                |
| ----- | ---------------- | ---------------- | ---------------------------------------------------------------------------------------------- |
| G132  | 12 maggio 1906   | 22 agosto 1906   | ribattezzataT 132 (27 settembre 1916); venduta 22 marzo 1921 e demolita, Wilhelmshaven, 1921.  |
| G133  | 30 giugno 1906   | 10 dicembre 1906 | ribattezzataT 133 (27 settembre 1916); venduta 22 marzo 1921 e demolita, Wilhelmshaven, 1921.  |
| G134  | 23 luglio 1906   | 6 marzo 1907     | ribattezzataT 134 (27 settembre 1916); venduta 9 novembre 1920 e demolita Amburgo, 1920.       |
| G135  | 7 settembre 1906 | 24 gennaio 1906  | ribattezzataT 135 (27 settembre 1916); venduta 25 maggio 1921 e demolita, Wilhelmshaven, 1921. |
| G136  | 25 agosto 1906   | 16 marzo 1907    | ribattezzataT 136 (27 settembre 1916); venduta 21 luglio 1921 e demolita, Wilhelmshaven, 1921. |
| G137  | 24 gennaio 1907  | 24 luglio 1907   | ribattezzataT 137 (27 settembre 1916); venduta 22 marzo 1921 e demolita, Wilhelmshaven, 1921.  |

## Großes Torpedoboot 1906 (S138–G197)

### Programma del 1906 (II. Torpedoboots-Flottillee)
- Lunghezza: 70,2 m al galleggiamento, 70,7 m fuori tutto; baglio: 7,8 m; pescaggio: 2,95 m a pieno carico
- Stazza: 533 t, 684 t pieno carico
- Propulsione: due motori a vapore a tripla espansione su due assi da complessivi 11 000 cavalli vapore (8,1 MW); velocità: 30,3 nodi (56,1 km/h); Capacità di carico: 194 t di carbone; autonomia: 1 830 miglia nautiche (3 390 km) a 17 nodi (31 km/h).
- Equipaggio: 77 uomini
- Armamento: un cannone da 7,5 cm, tre cannoni da 5,2 cm in affusti singoli non scudati; tre lanciasiluri da 45 cm di calibro, montati in linea due a poppa della plancia uno tra la plancia ed il cassero di prua.[2]

| Unità | Varata            | Completata        | Destino finale. |
| ----- | ----------------- | ----------------- | --- |
| S138  | 22 settembre 1906 | 7 maggio 1907     | ribattezzataT 138 (24 settembre 1917); colpita da una mina e affondata il , a circa 50 miglia Nord-Est di Terschelling, Mare del Nord (54°26′N 4°32′E), alle ore 01:06 del 7 luglio 1918 (32 vittime). |
| S139  | 12 novembre 1906  | 6 luglio 1907     | ribattezzataT 139 (24 settembre 1917); passata alla Reichsmarine, 1919; ritirata dal servizio il 3 agosto 1927; convertita in nave telecontrollata denominata Pfeil nel 1927; ancora in servizio nel 1944; probabilmente demolita nel dopoguerra.                                                                                     |
| S140  | 22 dicembre 1906  | 3 agosto 1907     | ribattezzataT 140 (24 settembre 1917); venduta come rottame, 22 marzo 1921. |
| S141  | 7 febbraio 1907   | 9 settembre 1907  | ribattezzataT 141 (24 settembre 1917); passata alla Reichsmarine, 1919; tolta dal servizio il 3 agosto 1927; convertita in nave-bersaglio Blitz, 1927; venduta come rottame, 1933. |
| S142  | 6 marzo 1907      | 20 settembre 1907 | ribattezzataT 142 (24 settembre 1917); assegnata a compiti di scorta ed addestramento; venduta come rottame, 2 dicembre 1920. |
| S143  | 6 aprile 1907     | 12 ottobre 1907   | affondata alle 17:00 del 3 agosto 1914 in seguito all'esplosione di una caldaia, a circa 30 miglia a nord di Rostock, Mar Baltico (54°30′N 12°06′E) (24 vittime); recuperata e riparata; ribattezzata T 143 (24 settembre 1917); passata alla Reichsmarine, 1919; radiata il 10 maggio 1927; venduta 25 marzo 30 e demolita, Amburgo. |
| S144  | 27 aprile 1907    | 3 dicembre 1907   | ribattezzataT 144 (24 settembre 1917); Tender, 1918; passata alla Reichsmarine nel 1919; venduta come rottame 8 ottobre 1928. |
| S145  | 8 giugno 1907     | 17 dicembre 1907  | ribattezzataT 145 (24 settembre 1917); venduta come rottame 22 marzo 1921. |
| S146  | 27 giugno 1907    | 20 novembre 1907  | ribattezzataT 146 (24 settembre 1917); nave scuola; passata alla Reichsmarine, 1919; venduta come rottame 8 ottobre 1928. |
| S147  | 3 agosto 1907     | 10 aprile 1908    | ribattezzataT 147 (24 settembre 1917); assegnata a compiti di scorta; venduta come rottame, 2 dicembre 1920. |
| S148  | 11 settembre 1907 | 18 marzo 1908     | ribattezzataT 148 (24 settembre 1917); passata alla Reichsmarine, 1919; radiata il 8 ottobre 1928; demolita, Wilhelmshaven, 1935. |
| S149  | 19 ottobre 1907   | 27 luglio 1908    | ribattezzataT 149 (24 settembre 1917); passata alla Reichsmarine, 1919; radiata il 16 maggio 1927; demolita. |

### Programma del 1907 (VI. Torpedoboots-Flottillee)
- Lunghezza: 72,2 m al galleggiamento, 72,5 m fuori tutto; baglio: 7,8 m; pescaggio: 3,03 m a pieno carico
- Stazza: 558 t, 691 t pieno carico
- Propulsione: due motori a vapore a tripla espansione su due assi complessivi 10 900 cavalli vapore (8,0 MW); velocità: 30,1 nodi (55,7 km/h); Capacità di carico: 164 t di carbone; autonomia: 2 000 miglia nautiche (3 700 km) a 14 nodi (26 km/h).
- Equipaggio: 81 uomini
- Armamento: un cannone da 7,5 cm, tre cannoni da 5,2 cm in affusti singoli non scudati; tre lanciasiluri da 45 cm di calibro, montati in linea due a poppa della plancia uno tra la plancia ed il cassero di prua.[2]

| Unità | Varata            | Completata        | Destino finale. |
| ----- | ----------------- | ----------------- | --- |
| V150  | 1 agosto 1907     | 20 novembre 1907  | affondata il a seguito di una collisione con la V 157, alle 00:20 del 18 maggio 1915 nello Jade alle coordinate 54°24′N 7°45′E (60 vittime). |
| V151  | 14 settembre 1907 | 29 febbraio 1908  | ribattezzataT 151 (24 settembre 1917); passata alla Reichsmarine, 1919; rimorchiatore bersagli Comet, 1937; servizio scorta, 1939; servizio dragamine, 1945; trasferita negli Stati Uniti, il 4 gennaio 1946; demolita, Bremen 1948.                                                                                      |
| V152  | 11 ottobre 1907   | 10 aprile 1908    | ribattezzataT 152 (24 settembre 1917); passata alla Reichsmarine, 1919; venduta 31 marzo 1931; demolita, 1935. |
| V153  | 13 novembre 1907  | 9 maggio 1908     | ribattezzataT 153 (24 settembre 1917); passata alla Reichsmarine, 1919; nave scuola Eduard giugnogmann, 1938; trasferita negli USA, 22 dicembre 1945; servizio dragamine fino al 1947; demolita, 1949. |
| V154  | 19 dicembre 1907  | 5 giugno 1908     | ribattezzataT 154 (24 settembre 1917); passata alla Reichsmarine, 1919; venduta 8 ottobre 1928; demolita, 1935. |
| V155  | 28 gennaio 1908   | 25 giugno 1908    | ribattezzataT 155 (24 settembre 1917); passata alla Reichsmarine, 1919; servizio da ausiliaria e scorta, 1936; affondata il , Swinemünde, 22 aprile 1945 53°56′N 14°17′E; successivamente demolita. |
| V156  | 29 febbraio 1908  | 21 luglio 1908    | nave scuola; ribattezzataT 156 (24 settembre 1917); passata alla Reichsmarine, 1919; servizio di scorta, 1936; ribattezzataBremse, in Norvegia, 1944; affondata il 3 maggio 1945, Kiel; successivamente demolita. |
| V157  | 29 maggio 1908    | 27 agosto 1908    | ribattezzataT 157 (24 settembre 1917); passata alla Reichsmarine, 1919; servizio di scorta, 1936; colpita da una mina e affondata alle 17:25 del 22 ottobre 1943 a Neufahrwasser, Danzica 54°25′N 18°43′E. Recuperata e demolita.                                                                                         |
| V158  | 23 giugno 1908    | 8 ottobre 1908    | ribattezzataT 158 (24 settembre 1917); passata alla Reichsmarine, 1919; servizio di scorta, 1936; ceduta all'USSR, denominata Prozorlivyj, 15 gennaio 1946; demolita. 1950. |
| V159  | 18 luglio 1908    | 2 novembre 1908   | ribattezzataT 159 (24 settembre 1917); trasferita alla Gran Bretagna, 20 agosto 1920; demolita, Granton, Edimburgo, 1922. |
| V160  | 12 settembre 1908 | 15 dicembre 1908  | ribattezzataT 160 (24 settembre 1917); trasferita alla Gran Bretagna, 20 agosto 1920; demolita, Granton, 1922. |
| V161  | 21 aprile 1908    | 17 settembre 1908 | propulsa da due turbine su due assi per complessivi 14 800 cavalli vapore (10,9 MW); velocità: 32 nodi (59 km/h); autonomia: 1 520 miglia nautiche (2 820 km) a 14 nodi (26 km/h); due cannoni da 7,5 cm. RibattezzataT 161 (24 settembre 1917); trasferita alla Gran Bretagna, 3 settembre 1920; demolita Bo'ness, 1922. |

### Programma del 1908 (III. Torpedoboots-Flottillee)
- Lunghezza: 73,9 m fuori tutto; baglio: 7,85 m; pescaggio: 3,12 m a pieno carico
- Stazza: 739 t pieno carico
- Propulsione: due turbine a vapore su due assi per complessivi 16 000 cavalli vapore (12 MW); velocità: 33,4 nodi (61,9 km/h); Capacità di carico: 134 t di carbone; autonomia: 960 miglia nautiche (1 780 km) a 17 nodi (31 km/h).
- Equipaggio: 77 uomini
- Armamento: un cannone da 7,5 cm, due cannoni da 5,2 cm in affusti singoli non scudati; tre lanciasiluri da 45 cm di calibro, montati in linea.[2]

| unità | Varata         | Completata     | Destino finale. |
| ----- | -------------- | -------------- | --- |
| V162  | 9 maggio 1909  | 28 maggio 1909 | servizio di difesa costiera; colpita da una mina e affondata nel Mar Baltico alle 22:30 del 15 agosto 1916 57°35′N 21°35′E (15 vittime). |
| V163  | 24 maggio 1909 | 22 luglio 1909 | unità scuola; ribattezzataT 163 (24 settembre 1917); trasferita alla Gran Bretagna, 3 settembre 1920; demolita, Dordrecht, 1921.         |
| V164  | 27 maggio 1909 | 20 agosto 1909 | ribattezzataT 164 (24 settembre 1917); trasferita alla Gran Bretagna, 5 agosto 1920; demolita, Bo'ness, 1922.                            |

- Lunghezza: 74,2 m fuori tutto; baglio: 7,9 m; pescaggio: 3,04 m a pieno carico
- Stazza: 765 t pieno carico
- Propulsione: due turbine a vapore su due assi per complessivi 17 700 cavalli vapore (13,0 MW); velocità: 33,6 nodi (62,2 km/h); Capacità di carico: 116 t di carbone 74 t di nafta; autonomia: 1 050 miglia nautiche (1 940 km) a 17 nodi (31 km/h).
- Equipaggio: 81 uomini
- Armamento: due cannoni da 7,5 cm, due cannoni da 5,2 cm in affusti singoli non scudati; tre lanciasiluri da 45 cm di calibro, montati in linea.[2]

| Unità   | Varata            | Completata | Destino finale. |
| ------- | ----------------- | ---------- | --- |
| S165(i) | 20 marzo 1909     | -          | venduta alla Turchia, 1910 come Muavenet-i Milliye; in disarmo 1918; demolita, 1953. |
| S166(i) | 24 aprile 1909    | -          | venduta alla Turchia, 1910 come Yadigar-i Millet; affondata da bombardieri britannici, nel Bosforo, 10 luglio 1917 39°56′N 29°10′E (29 vittime): recuperata ottobre 1917; demolita 1924. |
| S167(i) | 3 luglio 1909     | -          | venduta alla Turchia, 1910 come Numune-i Hamiyet, in disarmo, 1919; demolita, 1923. |
| S168(i) | 30 settembre 1909 | -          | venduta alla Turchia, 1910 come Gayret-i Vataniye; naufragata il 28 ottobre 1916 al largo di Balchik nel Mar Nero.                                                                       |

- Lunghezza: 74,0 m fuori tutto; baglio: 7,9 m; pescaggio: 2,89 m a pieno carico
- Stazza: 777 t pieno carico
- Propulsione: due turbine a vapore su due assi per complessivi 16 600 cavalli vapore (12,2 MW); velocità: 32,7 nodi (60,6 km/h); Capacità di carico: 125 t di carbone 84 t di nafta; autonomia: 1 300 miglia nautiche (2 400 km) a 17 nodi (31 km/h).
- Equipaggio: 81 uomini
- Armamento: due cannoni da 7,5 cm, due cannoni da 5,2 cm in affusti singoli non scudati; tre lanciasiluri da 45 cm di calibro, montati in linea.[2]

| Unità | Varata           | Completata      | Destino finale. |
| ----- | ---------------- | --------------- | --- |
| G169  | 29 dicembre 1908 | 29 aprile 1909  | ribattezzataT 169 (24 settembre 1917); trasferita alla Gran Bretagna, 5 agosto 1920; demolita, Dordrecht, 1922.                                  |
| G170  | 7 novembre 1909  | 30 aprile 1909  | ribattezzataT 170 (24 settembre 1917); venduta 22 marzo 1921 e demolita, Wilhelmshaven, 1921.                                                    |
| G171  | 28 maggio 1909   | 4 gennaio 1910  | affondata in una collisione con la SMS Zähringen presso 54°10′N 8°05′E, 14 settembre 1912 (7 vittime); il relitto è stato fatto esplodere, 1912. |
| G172  | 10 luglio 1909   | 4 gennaio 1910  | ribattezzataT 172 (24 settembre 1917); colpita da una mina e affondata alle 04:28 del 7 luglio 1918, Mare del Nord 54°26′N 4°35′E (16 vittime).  |
| G173  | 28 luglio 1909   | 24 gennaio 1910 | ribattezzataT 173 (24 settembre 1917); trasferita alla Gran Bretagna, 3 settembre 1920; demolita, Montrose, 1922.                                |

### Programma del 1909 (VIII. Torpedoboots-Flottillee)
- Lunghezza: 74,0 m fuori tutto; baglio: 7,9 m; pescaggio: 3,28 m a pieno carico
- Stazza: 824 t pieno carico
- Propulsione: due turbine a vapore su due assi per complessivi 15 000 cavalli vapore (11 MW) alla costruzione; velocità: 32,0 nodi (59,3 km/h); Capacità di carico: 145 t di carbone, 80 t di nafta; autonomia: 920 miglia nautiche (1 700 km) a 17 nodi (31 km/h).
- Equipaggio: 81 uomini
- Armamento: due cannoni da 8,8 cm in affusti singoli non scudati; quattro lanciasiluri da 50 cm di calibro.[2]

| Unità | Varata           | Completata        | Destino finale. |
| ----- | ---------------- | ----------------- | --- |
| G174  | 8 gennaio 1910   | 6 luglio 1910     | ribattezzataT 174 (22 febbraio 1918); trasferita alla Gran Bretagna, 5 agosto 1920; demolita, Granton, 1922. |
| G175  | 24 febbraio 1910 | 4 dicembre 1910   | ribattezzata Sleipner per due mesi nel 1912 durante il servizio di consegna dispacci; ribattezzata T 175 (24 settembre 1917); passata alla Reichsmarine, 1919; radiata e venduta (per 63 000 Reichsmark), 23 settembre 1926; demolita, Amburgo. |
| S176  | 12 aprile 1910   | 23 settembre 1910 | ribattezzataT 176 (22 febbraio 1918); trasferita alla Gran Bretagna, 15 settembre 1920; demolita, Montrose, 1922. |
| S177  | 21 maggio 1910   | 16 febbraio 1911  | colpita da una mina e affondata nel Mar Baltico alle 09:46 del 23 dicembre 1915 57°30′N 21°27′E (7 vittime). |
| S178  | 14 luglio 1910   | 9 dicembre 1910   | affondata in una collisione con la SMS Yorck, 4 marzo 1913 (69 vittime); il relitto fu recuperato in due parti e riparato, 1915; ribattezzataT 178 (22 febbraio 1918); trasferita alla Gran Bretagna, 5 agosto 1920; demolita, Dordrecht, 1922. |
| S179  | 27 agosto 1910   | 8 marzo 1911      | ribattezzataT 179 (22 febbraio 1918); trasferita alla Gran Bretagna, 5 agosto 1920; demolita, Dordrecht, 1922. |

- Lunghezza: 73,9 m fuori tutto; baglio: 7,85 m; pescaggio: 3,22 m a pieno carico
- Stazza: 783 t pieno carico
- Propulsione: due turbine a vapore su due assi per complessivi 18 000 cavalli vapore (13 MW); velocità: 33,3 nodi (61,7 km/h); Capacità di carico: 121 t di carbone, 76 t di nafta; autonomia: 1 250 miglia nautiche (2 320 km) a 17 nodi (31 km/h).
- Equipaggio: 81 uomini
- Armamento: due cannoni da 8,8 cm in affusti singoli non scudati; quattro lanciasiluri da 50 cm di calibro.[2]

| Unità | Varata           | Completata        | Destino finale. |
| ----- | ---------------- | ----------------- | --- |
| V180  | 15 ottobre 1909  | 4 gennaio 1910    | ribattezzataT 179 (22 febbraio 1918); ceduta al Brasile, 5 agosto 1920; demolita, Dordrecht, 1921.                                                                          |
| V181  | 6 novembre 1909  | 11 marzo 1910     | ribattezzataT 181 (22 febbraio 1918); ceduta al Giappone, 20 agosto 1920; demolita, Dordrecht, 1922.                                                                        |
| V182  | 1 dicembre 1909  | 4 maggio 1910     | ribattezzataT 182 (22 febbraio 1918); trasferita alla Gran Bretagna, 5 agosto 1920; demolita, Dordrecht, 1922.                                                              |
| V183  | 23 dicembre 1909 | 12 maggio 1910    | ribattezzataT 183 (22 febbraio 1918); trasferita alla Gran Bretagna, 5 agosto 1920; demolita, Dordrecht, 1922.                                                              |
| V184  | 26 febbraio 1910 | 29 giugno 1910    | ribattezzataT 184 (22 febbraio 1918); trasferita alla Gran Bretagna, 5 agosto 1920; demolita, Dordrecht, 1922.                                                              |
| V185  | 9 aprile 1910    | 20 settembre 1910 | ribattezzataT 185 (22 febbraio 1918); passata alla Reichsmarine, 1919; radiata il 4 ottobre 1932; utilizzata cone nave bersaglio; ceduta all'USSR denominata Vystrel, 1945. |

### Programma del 1910 (I. Torpedoboots-Flottillee)
- Lunghezza: 73,9 m fuori tutto; baglio: 7,85 m; pescaggio: 3,17 m a pieno carico
- Stazza: 775 t pieno carico
- Propulsione: due turbine a vapore su due assi per complessivi 18 000 cavalli vapore (13 MW); velocità: 33,5 nodi (62,0 km/h); Capacità di carico: 136 t di carbone, 67 t di nafta; autonomia: 1 290 miglia nautiche (2 390 km) a 17 nodi (31 km/h).
- Equipaggio: 81 uomini
- Armamento: due cannoni da 8,8 cm in affusti singoli non scudati, dal 1920: due cannoni da 10,5 cm; quattro lanciasiluri da 50 cm di calibro.[2]

| Unità | Varata           | Completata        | Destino finale. |
| ----- | ---------------- | ----------------- | --- |
| V186  | 28 novembre 1910 | 21 aprile 1911    | ribattezzataT 186 (22 febbraio 1918); trasferita alla Gran Bretagna, 5 agosto 1920; demolita, Dordrecht, 1922.                                                                                  |
| V187  | 11 gennaio 1911  | 4 maggio 1911     | affondata dal fuoco di incrociatori ed cacciatorpediniere britannici nella battaglia di Helgoland 52°08′N 7°31′E, alle 10:00 del 28 agosto 1914 (24 vittime).                                   |
| V188  | 8 febbraio 1911  | 20 maggio 1911    | Silurata e affondata dal sommergibile britannico E-16, Mare del Nord 54°16′N 5°35′E, alle 14:00 del 26 luglio 1915 (5 vittime).                                                                 |
| V189  | 14 marzo 1911    | 30 giugno 1911    | ribattezzataT 189 (22 febbraio 1918); trasferita alla Gran Bretagna a Cherbourg, 28 aprile 1920; arenata sulla costa inglese, dicembre 1920; demolita, Chatham, 1922.                           |
| V190  | 12 aprile 1911   | 5 agosto 1911     | ribattezzataT 190 (22 febbraio 1918); passata alla Reichsmarine, 1919; nave pilotame Claus von Bevern, 29 agosto 1938; sferita negli Stati Uniti nel 1945; autoaffondata nello Skagerrak, 1946. |
| V191  | 2 giugno 1911    | 28 settembre 1911 | colpita da una mina e affondata alle 17:45 del 17 dicembre 1915 nel Mar Baltico 57°30′N 21°34′E (25 vittime).                                                                                   |

- Lunghezza: 74,0 m fuori tutto; baglio: 7,9 m; pescaggio: 3,25 m a pieno carico
- Stazza: 810 t pieno carico
- Propulsione: due turbine a vapore su due assi per complessivi 19 100 cavalli vapore (14,0 MW); velocità: 33,9 nodi (62,8 km/h); Capacità di carico: 145 t di carbone, 76 t di nafta; autonomia: 1 150 miglia nautiche (2 130 km) a 17 nodi (31 km/h).
- Equipaggio: 81 uomini
- Armamento: due cannoni da 8,8 cm in affusti singoli non scudati; quattro lanciasiluri da 50 cm di calibro.[2]

| Unità | Varata           | Completata       | Destino finale. |
| ----- | ---------------- | ---------------- | --- |
| G192  | 5 novembre 1910  | 8 maggio 1911    | ribattezzataT 192 (22 febbraio 1918); trasferita alla Gran Bretagna a Cherbourg il 28 aprile 1920; demolita, Chatham, 1922.                                                                                   |
| G193  | 10 dicembre 1910 | 25 giugno 1911   | ribattezzataT 192 (22 febbraio 1918); trasferita alla Gran Bretagna at Cherbourg, 28 aprile 1920; demolita, Chatham, 1922.                                                                                    |
| G194  | 12 gennaio 1911  | 2 agosto 1911    | speronata ed affondata nel Mare del Nord dal HMS Cleopatra 55°33′N 6°05′E, 26 marzo 1916 (93 vittime). |
| G195  | 8 aprile 1911    | 8 settembre 1911 | ribattezzataT 192 (22 febbraio 1918); trasferita alla Gran Bretagna at Cherbourg, 28 aprile 1920; demolita, Chatham, 1922.                                                                                    |
| G196  | 24 maggio 1911   | 2 ottobre 1911   | ribattezzataT 196 (22 febbraio 1918); passata alla Reichsmarine, 1919; nave scuola; dragamine, nave comando, 1939; trasferita all'USSR, 27 dicembre 1945; ribattezzataPronzitelnyj; successivamente demolita. |
| G197  | 23 giugno 1911   | 10 novembre 1911 | ribattezzataT 197 (22 febbraio 1918); trasferita alla Gran Bretagna a Cherbourg, 28 aprile 1920; demolita, Briton Ferry, 1921.                                                                                |

#### Ordine supplementare del 1910
In sostituzione delle unità vendute alla Turchia nel 1910.
| Unità    | Varata           | Completata     | Destino finale. |
| -------- | ---------------- | -------------- | --- |
| S165(ii) | 26 novembre 1910 | 27 aprile 1911 | ribattezzataT 165 (24 settembre 1917); trasferita alla Gran Bretagna, 15 settembre 1920; demolita, Montrose, 1922.                     |
| S166(ii) | 27 dicembre 1910 | 7 luglio 1911  | ribattezzataT 166 (24 settembre 1917); trasferita alla Gran Bretagna, 5 agosto 1920; demolita, Dordrecht, 1922.                        |
| S167(ii) | 15 febbraio 1911 | 26 agosto 1911 | ribattezzataT 167 (24 settembre 1917); venduta, 22 marzo 1921; demolita a Kiel.                                                        |
| S168(ii) | 16 marzo 1911    | 1 luglio 1911  | ribattezzataT 168 (24 settembre 1917); passata alla Reichsmarine, 1919; radiata nel 1927 e venduta, 8 gennaio 1927; demolita, Amburgo. |

## Großes Torpedoboot 1911 (V 1–S 24)

### Programma del 1911 (V. Torpedoboots-Flottillee)
Al completamento degli ordini le unità formeranno la V. Torpedoboots-Flottillee della Hochseeflotte.
| Unità  | Varata            | Completata        | Destino finale. |
| ------ | ----------------- | ----------------- | --- |
| V 1    | 11 settembre 1911 | 12 gennaio 1912   | passata alla Reichsmarine, 1919; radiata, 27 marzo 1929; demolita, Wilhelmshaven.                                                                                           |
| V 2    | 14 ottobre 1911   | 28 marzo 1912     | passata alla Reichsmarine, 1919; radiata, 18 novembre 1929; demolita, Wilhelmshaven.                                                                                        |
| V 3    | 15 novembre 1911  | 2 maggio 1912     | passata alla Reichsmarine, 1919; radiata, 18 novembre 1929; demolita, Wilhelmshaven.                                                                                        |
| V 4    | 23 dicembre 1911  | 15 giugno 1912    | affondata alle 03:20 del 1 giugno 1916 durante la Battaglia dello Jutland 55°36′N 6°37′E (18 vittime).                                                                      |
| V 5(i) | 22 maggio 1912    | -                 | venduta alla Grecia nel luglio 1912 come Keravnos; in disarmo 1919 e demolita nel 1921.                                                                                     |
| V 6(i) | 29 febbraio 1912  | -                 | venduta alla Grecia nel luglio 1912 come Nea Genea; in disarmo 1919 e demolita nel 1921.                                                                                    |
| G 7    | 7 novembre 1911   | 30 aprile 1912    | passata alla Reichsmarine, 1919; nave scuola, 1936; rinominata T 107 il 23 aprile 1939; ceduta all'USSR, 1945 come Poražajuščij, successivamente disarmata; demolita, 1957. |
| G 8    | 21 dicembre 1911  | 6 agosto 1912     | passata alla Reichsmarine, 1919; nave scuola, 1936; rinominata T 108 , 23 aprile 1939; trasferita alla Gran Bretagna, 6 gennaio 1946; demolita 1946.                        |
| G 9    | 31 gennaio 1912   | 25 settembre 1912 | colpita da una mina e affondata alle 04:15 del 3 maggio 1918 55°14′N 6°19′E (31 vittime).                                                                                   |
| G 10   | 15 marzo 1912     | 28 agosto 1912    | passata alla Reichsmarine, 1919; nave scuola, 1936; rinominata T 110, 23 aprile 1939; affondata il , 5 maggio 1945 nel fiume Trave di Lubecca.                              |
| G 11   | 23 aprile 1912    | 8 agosto 1912     | passata alla Reichsmarine, 1919; nave scuola, 1936; rinominata T 111 , 23 aprile 1939; bombardata e affondata il 3 aprile 1945 a Scheerhafen, Kiel.                         |
| G 12   | 15 Juli 1912      | 17 ottobre 1912   | danneggiata in una collisione con la V 1, alle 06:00 dell'8 settembre 1915 55°25′N 7°28′E ed affondata in seguito all'esplosione di un siluro di bordo (47 vittime).        |

### Programma del 1912 (VII. Torpedoboots-Flottillee)
| Unità | Varata           | Completata      | Destino finale. |
| ----- | ---------------- | --------------- | --- |
| S 13  | 7 dicembre 1911  | 2 luglio 1912   | affondata alle 08:56 del 6 novembre 1914 in 54°00′N 8°22′E in seguito all'esplosione di un siluro a bordo (9 vittime).                                                                                                |
| S 14  | 2 marzo 1912     | 1 novembre 1912 | affondata da un'esplosione interna il 19 febbraio 1915 nello Jade 53°40′N 8°05′E (11 vittime); recuperata nel 1915 e demolita a Wilhelmshaven.                                                                        |
| S 15  | 23 marzo 1912    | 1 novembre 1912 | colpita da una mina 21 agosto 1917 nel Canale della Manica 51°15′N 2°55′E; radiata poiché ritenuta irreparabile il 20 settembre 1917 e demolita a Gand.                                                               |
| S 16  | 20 aprile 1912   | 1 ottobre 1912  | colpita da una mina e affondata alle 18:15 del 20 gennaio 1918 54°41′N 2°55′E (80 vittime). |
| S 17  | 22 giugno 1912   | 7 dicembre 1912 | colpita da una mina e affondata il 16 maggio 1917 53°34′N 5°56′E (25 vittime). |
| S 18  | 10 agosto 1912   | 12 gennaio 1913 | passata alla Reichsmarine, 1919; ebbe una collisione con la nave da battaglia Hannover al largo di Rugen il 23 maggio 1922 (10 vittime); riparata; radiata nel 1929; venduta 31 marzo 1931 e demolita a Kiel il 1935. |
| S 19  | 17 ottobre 1912  | 29 marzo 1913   | passata alla Reichsmarine nel 1919; radiata nel 1929; venduta 31 marzo 1931; demolita a Kiel nel 1935. |
| S 20  | 4 dicembre 1912  | 1 novembre 1913 | affondata in combattimento dal HMS Centaur, alle 04:00 del 5 giugno 1917 al largo della costa delle Fiandre 51°28′N 2°48′E (49 vittime).                                                                              |
| S 21  | 11 gennaio 1913  | 20 giugno 1913  | speronata ed affondata il dal SMS Amburgo il 21 aprile 1915 53°47′N 8°09′E (36 vittime). |
| S 22  | 15 febbraio 1913 | 23 luglio 1913  | colpita da una mina e affondata il 21.35 del 26 marzo 1916 53°46′N 5°04′E (76 vittime). |
| S 23  | 29 marzo 1913    | 1 novembre 1913 | passata alla Reichsmarine, 1919; rinominata T 123 il 16 marzo 1932; ribattezzata Komet il 23 aprile 1939; in servizio di controllo navi bersaglio radiocomandate come SMS Hessen; passata all'USSR nel 1945.          |
| S 24  | 28 giugno 1913   | 27 agosto 1913  | arresasi alla Gran Bretagna, arenata presso Cherbourg il 28 aprile 1920; successivamente demolita. |

#### Ordine supplementare 1912
In sostituzione delle due unità venduta alla Grecia nel 1912. 
| Unità    | Varata            | Completata     | Destino finale.                                                                         |
| -------- | ----------------- | -------------- | --------------------------------------------------------------------------------------- |
| V 5 (ii) | 25 aprile 1913    | 17 luglio 1913 | passata alla Reichsmarine, 1919; radiata il 18 novembre 1929; demolita a Wilhelmshaven. |
| V 6 (ii) | 28 febbraio 1913; | 17 maggio 1913 | passata alla Reichsmarine, 1919; radiata il 27 marzo 1929; demolita a Wilhelmshaven     |

## Großes Torpedoboot 1913 (V 25–G 95)

### Programma del 1913 (IX. Torpedoboots-Flottillee)

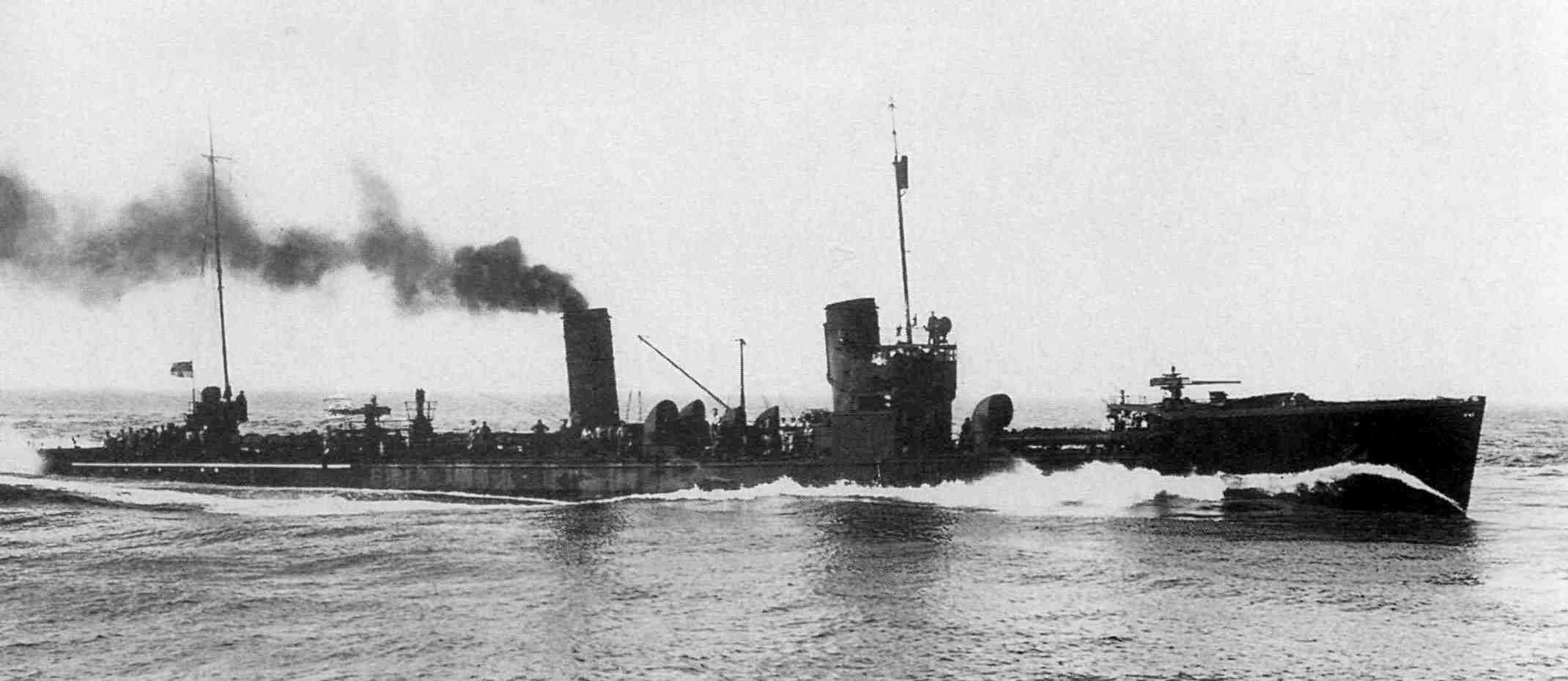
La SMS V 43

L'ordine fu emanato il 1 aprile 1913. Al completamento la maggior parte fece parte della IX. Torpedoboots-Flottillee.
- Lunghezza: 78,5 m fuori tutto; baglio: 8,3 m; pescaggio: 3,3 m a pieno carico
- Stazza: 812 t
- Propulsione: due turbine a vapore Vulcan su due assi da complessivi 23 500 cavalli vapore (17,3 MW); velocità: 33,5 nodi (62,0 km/h); autonomia: 1 080 miglia nautiche (2 000 km) a 20 nodi (37 km/h).
- Equipaggio: 83 uomini
- Armamento: tre cannoni da 8,8 cm, 45 calibri (sostituiti nel 1916 da altrettanti 105/45) su affusti non scudati; sei lanciasiluri da 50 cm di calibro posti 3 per bordo, 24 mine che venivano scaricate da uno scivolo posto a poppa.[4]

| Unità | Varata            | Completata        | Destino finale. |
| ----- | ----------------- | ----------------- | --- |
| V 25  | 29 gennaio 1914   | 27 giugno 1914    | colpita da una mina e affondata il 04.00 del 13 febbraio 1915 in 54°22′N 7°47′E (79 vittime). |
| V 26  | 21 febbraio 1914  | 1 agosto 1914     | arresasi alla Gran Bretagna a Cherbourg il 13 febbraio 1920; demolita a Portishead nel 1922. |
| V 27  | 26 marzo 1914     | 2 settembre 1914  | affondata durante la battaglia dello Jutland alle 17:40 del 31 maggio 1916 56°24.3′N 5°54′E (0 vittime). |
| V 28  | 9 maggio 1914     | 22 settembre 1914 | arresasi alla Gran Bretagna a Cherbourg il 13 febbraio 1920; demolita a Portishead 1922. |
| V 29  | 18 agosto 1914    | 19 ottobre 1914   | affondata da un siluro lanciato cacciatorpediniere HMS Petard (1916) durante la battaglia dello Jutland alle 17:45 del 31 maggio 1916 56°43′N 5°57′E (37 vittime).                                             |
| V 30  | 18 settembre 1914 | 16 novembre 1914  | colpita da una mina e affondata il 20 novembre 1918 54°45′N 6°15′E, mentre andava a consegnarsi agli Alleati insieme alla Hochseeflotte (2 vittime).                                                           |
| S 31  | 20 dicembre 1913  | 9 agosto 1914     | colpita da una mina e affondata alle 23:00 del 19 agosto 1915 57°23′N 23°05′E durante l'attacco al Golfo di Riga (11 vittime).                                                                                 |
| S 32  | 28 febbraio 1914  | 10 settembre 1914 | Internata a Scapa Flow il 22 novembre 1918; autoaffondata il 21 giugno 1919; recuperata 19 giugno 1925 e demolita a Granton.                                                                                   |
| S 33  | 4 aprile 1914     | 4 ottobre 1914    | Silurata e affondata dal sommergibile britannico L 10 alle 11:43 del 3 ottobre 1918 nel Mare del Nord 54°44′N 5°15′E (5 vittime).                                                                              |
| S 34  | 13 giugno 1914    | 5 novembre 1914   | colpita da una mina ed affondata alle 03:05 del 3 ottobre 1918 nel Mare del Nord 54°45′N 5°43′E (70 vittime).                                                                                                  |
| S 35  | 30 agosto 1914    | 4 dicembre 1914   | venduta alla Grecia nell'aprile 1914, ma sequestrata il 10 agosto 1914; affondata alle 20:00 del 31 maggio 1916 durante la battaglia dello Jutland 56°56′N 6°04′E (87 vittime, compresi 4 naufraghi del V 29). |
| S 36  | 17 ottobre 1914   | 4 gennaio 1915    | venduta alla Grecia nell'aprile 1914, ma sequestrata il 10 agosto 1914; Internata a Scapa Flow il 22 novembre 1918; autoaffondata il 21 giugno 1919; recuperata 18 aprile 1925 e demolita.                     |

## Programma del 1914 (VI. Torpedoboots-Flottillee)
Ultimo programma di costruzioni prima della guerra, 22 aprile 1914. Al completamento la maggior parte fece parte della VI. Torpedoboots-Flottillee (sostituendo le V 151-V 161).
- Lunghezza: 79,5 m fuori tutto; baglio: 8,36 m; pescaggio: 3,74 m a pieno carico
- Stazza: 1051 t
- Propulsione: due turbine a vapore su due assi da complessivi 25 000 cavalli vapore (18 MW); velocità: 34,5 nodi (63,9 km/h); autonomia: 1 300 miglia nautiche (2 400 km) a 20 nodi (37 km/h).
- Equipaggio: 87 uomini
- Armamento: tre cannoni da 8,8 cm, 45 calibri (sostituiti nel 1916 da altrettanti 105/45) su affusti non scudati; sei lanciasiluri da 50 cm di calibro posti 3 per bordo, 24 mine che venivano scaricate da uno scivolo posto a poppa.[5]

| Unità | Varata           | Completata        | Destino finale.                                                                            |
| ----- | ---------------- | ----------------- | ------------------------------------------------------------------------------------------ |
| G 37  | 17 dicembre 1914 | 2 luglio 1915     | colpita da una mina e affondata alle 04:55 del 4 novembre 1917 54°19′N 4°55′E (4 vittime). |
| G 38  | 23 dicembre 1914 | 30 luglio 1915    | Internata a Scapa Flow il 22 novembre 1918; autoaffondata 21 giugno 1919.                  |
| G 39  | 16 gennaio 1915  | 20 agosto 1915    | Internata a Scapa Flow il 22 novembre 1918; autoaffondata 21 giugno 1919.                  |
| G 40  | 27 febbraio 1915 | 16 settembre 1915 | Internata a Scapa Flow, 22 novembre 1918; autoaffondata 21 giugno 1919.                    |

- Lunghezza: 83 m fuori tutto; baglio: 8,36 m; pescaggio: 3,3 m a pieno carico
- Stazza: 1147 t
- Propulsione: due turbine a vapore Germania su due assi da complessivi 24 000 cavalli vapore (18 MW); velocità: 33,5 nodi (62,0 km/h); autonomia: 1 715 miglia nautiche (3 176 km) a 20 nodi (37 km/h).
- Equipaggio: 83 uomini
- Armamento: tre cannoni da 8,8 cm, 45 calibri (sostituiti nel 1916 da altrettanti 105/45) su affusti non scudati; sei lanciasiluri da 50 cm di calibro posti 3 per bordo, 24 mine che venivano scaricate da uno scivolo posto a poppa.[5]

| Unità | Varata         | Completata       | Destino finale. |
| ----- | -------------- | ---------------- | --- |
| G 41  | 24 aprile 1915 | 14 ottobre 1915  | danneggiata gravemente in una collisione con la V 69 durante l'azione al largo del North Hinder, 22-23 gennaio 1917; in disarmo in Bruges dove fu autoaffondata il 3 ottobre 1918 51°13′N 3°14′E, non potendo ritirarsi. |
| G 42  | 20 maggio 1915 | 10 novembre 1915 | affondata in combattimento dal cacciatorpediniere HMS Broke, durante la battaglia dello stretto di Dover (1917) il 21 aprile 1917 51°09′N 1°37′E (36 vittime).                                                           |

- Lunghezza: 79,6 m fuori tutto; baglio: 8,3 m; pescaggio: 3,96 m a pieno carico
- Stazza: 1106 t
- Propulsione: due turbine a vapore Germania su due assi da complessivi 23 500 cavalli vapore (17,3 MW); velocità: 34,5 nodi (63,9 km/h); autonomia: 1 270 miglia nautiche (2 350 km) a 20 nodi (37 km/h).
- Equipaggio: 85 uomini
- Armamento: tre cannoni da 8,8 cm, 45 calibri (sostituiti nel 1916 da altrettanti 105/45) su affusti non scudati; sei lanciasiluri da 50 cm di calibro posti 3 per bordo, 24 mine che venivano scaricate da uno scivolo posto a poppa.[5]

| Unità | Varata           | Completata        | Destino finale. |
| ----- | ---------------- | ----------------- | --- |
| V 43  | 27 gennaio 1915  | 28 maggio 1915    | Internata a Scapa Flow il 22 novembre 1918; il tentativo di autoaffondamento del 21 giugno 1919 fallì e la nave fu trasferita agli Stati Uniti nel 1920; usata come nave bersaglio per gli aerei da bombardamento ed affondata al largo di Cape Henry il 15 luglio 1921. |
| V 44  | 24 febbraio 1915 | 22 luglio 1915    | Internata a Scapa Flow il 22 novembre 1918; il tentativo di autoaffondamento del 21 giugno 1919 fallì e la nave fu trasferita alla Gran Bretagna, 1920; dopo essere stata utilizzata come nave bersaglio per l'artiglieria navale, si incagliò al largo dell'isola Whale presso il porto di Portsmouth 50°48′49″N 1°05′43″W, e parzialmente demolita attorno al 1922 (alcune parti del relitto sono tuttora visibili con la bassa marea nel porto di Portsmouth, 2016). |
| V 45  | 29 marzo 1915    | 30 settembre 1915 | Internata a Scapa Flow il 22 novembre 1918; autoaffondata il 21 giugno 1919. |
| V 46  | 23 dicembre 1914 | 31 ottobre 1915   | Internata a Scapa Flow il 22 novembre 1918; il tentativo di autoaffondamento del 21 giugno 1919 fallì e la nave fu trasferita alla Francia, 1920; demolita a Cherbourg, 1924. |

- Lunghezza: 83,1 m fuori tutto; baglio: 8,3 m; pescaggio: 3,4 m a pieno carico
- Stazza: 1188 t
- Propulsione: due turbine a vapore su due assi da complessivi 24 000 cavalli vapore (18 MW); velocità: 34,4 nodi (63,7 km/h); autonomia: 2 050 miglia nautiche (3 800 km) a 17 nodi (31 km/h).
- Equipaggio: 83 uomini
- Armamento: tre cannoni da 8,8 cm, 45 calibri (sostituiti nel 1916 da altrettanti 105/45) su affusti non scudati; sei lanciasiluri da 50 cm di calibro posti 3 per bordo, 24 mine che venivano scaricate da uno scivolo posto a poppa.[4]

| Unità | Varata         | Completata       | Destino finale. |
| ----- | -------------- | ---------------- | --- |
| V 47  | 10 giugno 1915 | 20 novembre 1915 | non essendo in condizione di navigare fu autoaffondata il 2 novembre 1918 nel Canale Gand-Terneuzen 51°14′N 3°51′E. |
| V 48  | 6 agosto 1915  | 10 dicembre 1915 | affondata alle 21:50 del 31 maggio 1916, durante la battaglia dello Jutland 57°01′N 6°00′E (87 vittime)             |

## Programma di mobilitazione generale
48 Großer Torpedoboote vennero ordinate il 6 agosto 1914 secondo il programma di mobilitazione generale delle forze armate tedesche per la prima guerra mondiale. Le prime due, S 49 e la S 50 avrebbero dovuto sostituire la S35 e la S 36 che avrebbero dovuto essere vendute alla Grecia nell'aprile 1914.
- Lunghezza: 83,1 m fuori tutto; baglio: 8,36 m; pescaggio: 3,4 m a pieno carico
- Stazza: 1188 t
- Propulsione: due turbine a vapore su due assi da complessivi 25 900 cavalli vapore (19,0 MW); velocità: 35,1 nodi (65,0 km/h); autonomia: 1 960 miglia nautiche (3 630 km) a 17 nodi (31 km/h).
- Equipaggio: 83 uomini
- Armamento: tre cannoni da 8,8 cm, 45 calibri (sostituiti nel 1916 da altrettanti 105/45) su affusti non scudati; sei lanciasiluri da 50 cm di calibro posti 3 per bordo, 24 mine che venivano scaricate da uno scivolo posto a poppa.[8]

| Unità | Varata            | Completata        | Destino finale. |
| ----- | ----------------- | ----------------- | --- |
| S 49  | 10 aprile 1915    | 12 luglio 1915    | Internata a Scapa Flow il 22 novembre 1918; autoaffondata il 21 giugno 1919. |
| S 50  | 24 aprile 1915    | 15 agosto 1915    | Internata a Scapa Flow il 22 novembre 1918; autoaffondata il 21 giugno 1919. |
| S 51  | 29 aprile 1915    | 7 settembre 1915  | Internata a Scapa Flow il 22 novembre 1918; arenatasi nel tentativo di autoaffondarsi il 21 giugno 1919; recuperata nel luglio 1919; trasferita alla Gran Bretagna nel 1920; demolita a Rosyth, 1922. |
| S 52  | 12 giugno 1915    | 28 settembre 1915 | Internata a Scapa Flow il 22 novembre 1918; autoaffondata il 21 giugno 1919. |
| S 53  | 18 settembre 1915 | 17 dicembre 1915  | Internata a Scapa Flow il 22 novembre 1918; autoaffondata il 21 giugno 1919. |
| S 54  | 11 ottobre 1915   | 30 gennaio 1916   | Internata a Scapa Flow il 22 novembre 1918; arenatasi nel tentativo di autoaffondarsi il 21 giugno 1919; recuperata nel luglio 1919; trasferita alla Gran Bretagna nel 1920; demolita a Rosyth, 1922. |
| S 55  | 6 novembre 1915   | 6 marzo 1916      | Internata a Scapa Flow il 22 novembre 1918; autoaffondata il 21 giugno 1919. |
| S 56  | 11 dicembre 1915  | 16 aprile 1916    | Internata a Scapa Flow il 22 novembre 1918; autoaffondata il 21 giugno 1919. |
| S 57  | 8 gennaio 1916    | 5 maggio 1916     | colpita da una mina ed affondata alle 22:18 del 10 novembre 1916, nel golfo di Finlandia 59°21′N 22°29′E (2 vittime). |
| S 58  | 5 febbraio 1916   | 4 giugno 1916     | colpita da una mina e affondata alle 04:25 dell'11 novembre 1916, nel golfo di Finlandia 59°22′N 22°48′E (0 vittime). |
| S 59  | 16 febbraio 1916  | 3 luglio 1916     | colpita da una mina e affondata alle 05:48 dell'11 novembre 1916, nel golfo di Finlandia 59°21′N 22°45′E (0 vittime). |
| S 60  | 3 aprile 1916     | 15 agosto 1916    | Internata a Scapa Flow il 22 novembre 1918; arenatasi nel tentativo di autoaffondarsi il 21 giugno 1919; recuperata nel luglio 1919; trasferita al Giappone nel 1920; demolita lo stesso anno. |
| S 61  | 8 aprile 1916     | 20 settembre 1916 | autoaffondata nel canale di Gand–Terneuzen il 2 ottobre 1918 51°14′N 3°51′E. |
| S 62  | 13 maggio 1916    | 7 novembre 1916   | colpita da una mina e affondata alle 21:30 del 10 luglio 1918 54°47′N 4°52′E (27 vittime). |
| S 63  | 25 maggio 1916    | 18 dicembre 1916  | ceduta all'Italia il 23 maggio 1920; messa in servizio come Ardimentoso (cacciatorpediniere 1925); demolita nel 1937. |
| S 64  | 21 agosto 1916    | 15 marzo 1917     | colpita da una mina e affondata durante la battaglia dello stretto di Muhu, alle 01:00 del 18 ottobre 1917 58°43′N 23°14′E (6 vittime). |
| S 65  | 14 ottobre 1916   | 22 aprile 1917    | Internata a Scapa Flow il 22 novembre 1918; autoaffondata il 21 giugno 1919. |
| S 66  | 21 novembre 1916  | 9 maggio 1917     | colpita da una mina e affondata alle 20:40 del 10 luglio 1918 54°47′N 4°52′E (76 vittime). |
| V 67  | 3 agosto 1915     | 1 novembre 1915   | costruita ad Amburgo; autoaffondata nel canale Gand–Terneuzen il 2 ottobre 1918 51°13′N 3°55′E. |
| V 68  | 24 agosto 1915    | 3 dicembre 1915   | costruita ad Amburgo; colpita da una mina ed affondata alle 15:05 dell'8 agosto 1918 51°33′N 3°15′E (18 vittime). |
| V 69  | 18 agosto 1915    | 9 gennaio 1916    | autoaffondata a Gand il 2 ottobre 1918 51°04′N 3°51′E. |
| V 70  | 14 ottobre 1915   | 6 gennaio 1916    | costruita ad Amburgo; Internata a Scapa Flow il 22 novembre 1918; autoaffondata il 21 giugno 1919. |
| V 71  | 1 settembre 1915  | 10 marzo 1916     | Internata a Stoccolma nel 1918; trasferita alla Gran Bretagna il 13 maggio 1920; demolita nel 1921. |
| V 72  | 30 dicembre 1915  | 28 marzo 1916     | colpita da una mina e affondata alle 03:45 dell'11 novembre 1916, golfo di Finlandia 59°23′N 22°51′E (0 vittime). |
| V 73  | 24 settembre 1915 | 16 febbraio 1916  | Internata a Scapa Flow il 22 novembre 1918; arenatasi nel tentativo di autoaffondarsi il 21 giugno 1919; trasferita alla Gran Bretagnaì nel 1920; demolita a Grangemouth 1922. |
| V 74  | 29 ottobre 1915   | 28 marzo 1916     | affondata per una esplosione accidentale mentre caricava delle mine a Zeebrugge il 25 maggio 1918 51°20′N 3°12′E; recuperata il 17 luglio 1918; autoaffondata a Brugge il 3 ottobre 1918 51°13′00″N 3°14′00″E. |
| V 75  | 15 gennaio 1916   | 29 aprile 1916    | costruita ad Amburgo; colpita da una mina ed affondata alle 22:04 del 10 novembre 1916, golfo di Finlandia 59°23′N 22°30′E (3 vittime). |
| V 76  | 27 febbraio 1916  | 8 giugno 1916     | costruita ad Amburgo; colpita da una mina ed affondata alle 06:25 dell'11 novembre 1916, golfo di Finlandia 59°20′N 22°23′E (1 vittime). |
| V 77  | 28 febbraio 1916  | 18 maggio 1916    | costruita ad Amburgo; autoaffondata nel canale di Gand–Terneuzen il 2 ottobre 1918 51°13′N 3°55′E. |
| V 78  | 19 febbraio 1916  | 18 maggio 1916    | Internata a Scapa Flow il 22 novembre 1918; autoaffondata il 21 giugno 1919. |
| V 79  | 18 aprile 1916    | 11 luglio 1916    | costruita ad Amburgo; trasferita alla Francia il 14 giugno 1920; posta in servizio come Pierre Durand (torpediniera)(FR); radiata il 15 febbraio 1933. |
| V 80  | 28 aprile 1916    | 6 luglio 1916     | Internata a Scapa Flow il 22 novembre 1918; arenatasi nel tentativo di autoaffondarsi il 21 giugno 1919; trasferita al Giappone nel 1920; demolita, 1922. |
| V 81  | 27 maggio 1916    | 29 luglio 1916    | Internata a Scapa Flow il 22 novembre 1918; arenatasi nel tentativo di autoaffondarsi il 21 giugno 1919; trasferita alla Gran Bretagna nel 1920; demolita. |
| V 82  | 5 luglio 1916     | 30 agosto 1916    | Internata a Scapa Flow il 22 novembre 1918; arenatasi nel tentativo di autoaffondarsi il 21 giugno 1919; trasferita alla Gran Bretagna, 1920; dopo essere stata utilizzata come nave bersaglio per l'artiglieria navale, si incagliò al largo dell'isola Whale presso il porto di Portsmouth 50°48′49″N 1°05′43″W, e venne parzialmente demolita attorno al 1922 (alcune parti del relitto sono tuttora visibili con la bassa marea nel porto di Portsmouth, 2016). |
| V 83  | 10 giugno 1916    | 3 ottobre 1916    | costruita ad Amburgo; Internata a Scapa Flow il 22 novembre 1918; autoaffondata il 21 giugno 1919. |
| V 84  | 17 agosto 1916    | 6 novembre 1916   | costruita ad Amburgo; colpita da una mina e affondata il 26 maggio 1917 53°43′N 6°21′E (5 vittime). |
| G 85  | 24 luglio 1915    | 14 dicembre 1915; | affondata in combattimento dai cacciatorpediere HMS Broke ed HMS Swift, nella battaglia dello stretto di Dover (1917) il 21 aprile 1917 51°09′N 1°37′E (35 vittime). |
| G 86  | 24 agosto 1915    | 11 gennaio 1916   | Internata a Scapa Flow il 22 novembre 1918; autoaffondata il 21 giugno 1919. |
| G 87  | 22 settembre 1915 | 10 febbraio 1916  | colpita da una mina e affondata alle 06:20 del 30 marzo 1918 54°54′N 6°25′E (43 vittime). |
| G 88  | 16 ottobre 1915   | 11 marzo 1916     | Silurata e affondata mentre era alla fonda al largo di Zeebrugge da un motoscafo armato britannico Coastal Motor Boat della 3rd CMB Division, alle 00:15 dell'8 aprile 1917 51°22′N 3°15′E (18 vittime). |
| G 89  | 11 dicembre 1915  | 10 maggio 1916    | Internata a Scapa Flow il 22 novembre 1918; autoaffondata il 21 giugno 1919. |
| G 90  | 15 gennaio 1916   | 15 giugno 1916    | colpita da una mina e affondata alle 03:52 dell'11 novembre 1916, golfo di Finlandia 59°23′N 22°48′E (11 vittime). |
| G 91  | 16 novembre 1915  | 22 luglio 1916    | Internata a Scapa Flow il 22 novembre 1918; autoaffondata il 21 giugno 1919. |
| G 92  | 15 febbraio 1916  | 25 agosto 1916    | Internata a Scapa Flow il 22 novembre 1918; autoaffondata il 21 giugno 1919. |
| G 93  | 11 luglio 1916    | 27 settembre 1916 | colpita da una mina e affondata alle 06:30 del 30 marzo 1918 54°54′N 6°25′E (10 vittime). |
| G 94  | 1 agosto 1916     | 26 ottobre 1916   | colpita da una mina e affondata alle 05:40 del 30 marzo 1918 54°54′N 6°25′E (13 vittime). |
| G 95  | 19 agosto 1916    | 25 novembre 1916  | trasferita alla Gran Bretagna 5 agosto 1920; demolita a Sunderland nel 1921. |
| G 96  | 16 settembre 1916 | 23 dicembre 1916  | colpita da una mina e affondata alle 01:30 del 26 giugno 1917 51°15′N 2°38.1′E (4 vittime). |

## Torpedoboot-Zerstörer (B 97–V 100, B 109–B 112)

### Programma di mobilitazione generale (agosto 1914)

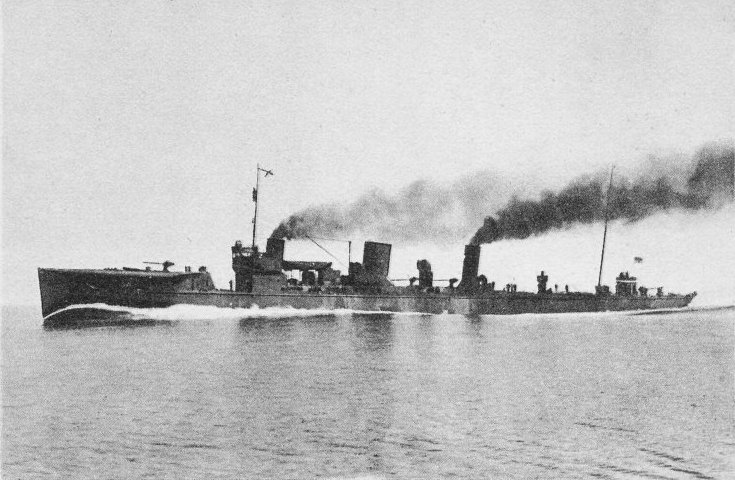
Il cacciatorpediniere SMS V 97

Quattro unità di Torpedoboot-Zerstörer (torpediniere-cacciatorpediniere) ordinate il 7 agosto 1914 ed il 10 agosto 1914 utilizzando gli impianti costruiti per le unità della Classe Orfej Leitenant Ilin, Kapitan Konon-Zotov, Gavriil ed Michail.
- Lunghezza: 98 m fuori tutto; baglio: 9,3 m; pescaggio: 3,4 m a pieno carico
- Stazza: 1374 t
- Propulsione: due turbine a vapore Thornycroft-Schultzer (AEG-Vulcan sulla V 99 e V 100) su due assi da complessivi 36 000 cavalli vapore (26 MW) (42 000 cavalli vapore (31 MW) sulla V 99 e V 100); velocità: 35,5 nodi (65,7 km/h) (37 nodi (69 km/h) sulla V 99 e V 100); autonomia: 1 300 miglia nautiche (2 400 km) a 20 nodi (37 km/h). Quattro (tre per la serie V) caldaie alimentate a nafta.[3]
- Equipaggio: 83 uomini
- Armamento: tre cannoni da 8,8 cm, 45 calibri (sostituiti nel 1916 da altrettanti 105/45) su affusti non scudati; sei lanciasiluri da 50 cm di calibro posti 3 per bordo, 24 mine che venivano scaricate da uno scivolo posto a poppa.[4]

| Unità | Varata           | Completata       | Destino finale. |
| ----- | ---------------- | ---------------- | --- |
| B 97  | 15 dicembre 1914 | 13 febbraio 1915 | ceduto all'Italia nel maggio 1920; messo in servizio come Cesare Rossarol; radiata il 17 gennaio 1939 e demolita. |
| B 98  | 2 gennaio 1915   | 24 marzo 1915    | nave postale della flotta, internata a Scapa Flow il 22 novembre 1918; autoaffondata il 21 giugno 1919. |
| V 99  | 9 febbraio 1915  | 20 aprile 1915   | colpita da una mina e affondata alle 05:00 del 17 agosto 1915 al largo di Miķeļtornis, Lituania 57°37′N 21°52′E (21 vittime). |
| V 100 | 8 marzo 1915     | 17 giugno 1915   | Internata a Scapa Flow il 22 novembre 1918; arenatasi nel tentativo di autoaffondarsi il 21 giugno 1919; trasferita alla Francia nel 1920; demolita nel 1921 (le caldaie furono utilizzare per i cacciatorpediniere francesi della Classe Aventurier). |

### Ordine dell'ottobre 1914
| Unità | Varata         | Completata       | Destino finale. .                                                            |
| ----- | -------------- | ---------------- | ---------------------------------------------------------------------------- |
| B 109 | 11 marzo 1915  | 8 giugno 1915    | Internata a Scapa Flow il 22 novembre 1918; autoaffondata il 21 giugno 1919. |
| B 110 | 31 marzo 1915  | 26 giugno 1915   | Internata a Scapa Flow il 22 novembre 1918; autoaffondata il 21 giugno 1919. |
| B 111 | 8 giugno 1915  | 10 agosto 1915   | Internata a Scapa Flow il 22 novembre 1918; autoaffondata il 21 giugno 1919. |
| B 112 | 17 giugno 1915 | 3 settembre 1915 | Internata a Scapa Flow il 22 novembre 1918; autoaffondata il 21 giugno 1919. |

unità ex-argentine
Requisite il 15 agosto 1914.
| Unità | Varata            | Completata     | Destino finale. |
| ----- | ----------------- | -------------- | --- |
| G 101 | 12 agosto 1914    | 4 marzo 1915   | ex Santiago; Internata a Scapa Flow il 22 novembre 1918; autoaffondata il 21 giugno 1919. |
| G 102 | 16 settembre 1914 | 8 aprile 1915  | ex San Luis; Internata a Scapa Flow il 22 novembre 1918; arenatasi nel tentativo di autoaffondarsi il 21 giugno 1919; trasferita agli stati uniti nel 1920; affondata da aerei da bombarda come nave bersaglio, 13 luglio 1921 al largo di Cape Henry. |
| G 103 | 14 novembre 1914  | 15 maggio 1915 | ex Santa Fé; Internata a Scapa Flow il 22 novembre 1918; autoaffondata il 21 giugno 1919. |
| G 104 | 28 novembre 1914  | 5 giugno 1915  | ex Tucuman; Internata a Scapa Flow il 22 novembre 1918; autoaffondata il 21 giugno 1919. |

## Unità ex-Paesi Bassi
Costruite come Z1 - Z4 per i Paesi Bassi, sequestrate il 10 agosto 1914.
| Unità | Varata           | Completata      | Destino finale. |
| ----- | ---------------- | --------------- | --- |
| V 105 | 26 agosto 1914   | 5 gennaio 1915  | trasferita al Brasile il 20 agosto 1920; venduta alla Gran Bretagna e scambiata con la Polonia A 69; messa in servizio dalla marina polacca come Mazur; affondata da aerei tedeschi il 1 settembre 39 presso Gdynia; successivamente recuperata e demolita. |
| V 106 | 26 agosto 1914   | 25 gennaio 1915 | trasferita al Brasile il 20 agosto 1920; demolita. |
| V 107 | 12 dicembre 1914 | 3 marzo 1915    | colpita da una mina e affondata l'8 maggio 1915 al largo di Libau 56°33′N 20°58′E (1 vittima). |
| V 108 | 12 dicembre 1914 | 23 marzo 1915   | trasferita alla Polonia il 20 agosto 1920; entrata in servizio come Kaszub; affondata in seguito all'esplosione delle caldaie il 20 luglio 1925, nel porto di Danzica; successivamente recuperata e demolita.                                               |

## Großes Torpedoboot 1916 (S 113–B 124)

### Programma dell'aprile 1916
| Unità | Varata          | Completata     | Destino finale. |
| ----- | --------------- | -------------- | --- |
| S 113 | 31 gennaio 1918 | 5 agosto 1919  | radiata il 5 novembre 1919; trasferita alla Francia il 23 maggio 1920 a Cherbourg; messa in servizio come Amiral Sénès(FR); radiata nel 1936; affondata come nave bersaglio nel 1938. |
| S 114 | 11 aprile 1918  | –              | completata circa al 75%; venduta 3 novembre 1919; demolita a Bremerhaven. |
| S 115 | 20 giugno 1918  | –              | completata circa al 60%; venduta, 3 novembre 1919; successivamente demolita a Bremerhaven.                                                                                            |
| V 116 | 2 marzo 1918    | 31 luglio 1918 | trasferita all'Italia 23 maggio 1920; entrata in servizio come Premuda (esploratore); demolita nel 1939.                                                                              |
| V 117 | 4 maggio 1918   | –              | completata circa al 75%; venduta, 3 novembre 1919; demolita ad Amburgo, 1921. |
| V 118 | 6 luglio 1918   | –              | completata circa al 60%; venduta, 3 novembre 1919; demolita ad Amburgo, 1921. |
| G 119 | 8 ottobre 1918  | –              | completata circa al 90%; venduta, 3 novembre 1919; successivamente demolita a Kiel.                                                                                                   |
| G 120 | –               | –              | completata circa al 75% (ma non varata); venduta il 3 novembre 1919; demolita a Kiel, 1921.                                                                                           |
| G 121 | –               | –              | completata circa al 68% (ma non varata); venduta il 3 novembre 1919; demolita a Kiel, 1921.                                                                                           |
| B 122 | 16 ottobre 1917 | –              | completata circa al 65%; venduta il 3 novembre 1919; demolita a Kiel, 1921. |
| B 123 | 26 ottobre 1918 | –              | completata circa al 50%; venduta il 3 novembre 1919; demolita ad Amburgo il 1921. |
| B 124 | 6 giugno 1919   | –              | completata circa al 40%; venduta, 3 novembre 1919; demolita, Amburgo, 1921 |

## Großes Torpedoboot 1916 (G 96, V125–H 147) mobilitazione generale

### Programma del giugno 1916
- Lunghezza: 82 m fuori tutto; baglio: 8,32 m; pescaggio: 3,4 m a pieno carico
- Stazza: 1188 t
- Propulsione: due turbine a vapore su due assi da complessivi 25 150 cavalli vapore (18,50 MW); velocità: 34,6 nodi (64,1 km/h); autonomia: 2 050 miglia nautiche (3 800 km) a 17 nodi (31 km/h).
- Equipaggio: 83 uomini
- Armamento: tre cannoni da 105/45 su affusti non scudati; sei lanciasiluri da 50 cm di calibro posti 3 per bordo, 24 mine che venivano scaricate da uno scivolo posto a poppa.[9]

| Unità | Varata           | Completata        | Destino finale. |
| ----- | ---------------- | ----------------- | --- |
| V 125 | 18 maggio 1917   | 29 agosto 1917    | Internata a Scapa Flow il 22 novembre 1918; arenatasi nel tentativo di autoaffondarsi il 21 giugno 1919; trasferita alla Gran Bretagna, 1920; demolita, Newport, 1922. |
| V 126 | 30 giugno 1917   | 25 settembre 1917 | Internata a Scapa Flow il 22 novembre 1918; arenatasi nel tentativo di autoaffondarsi il 21 giugno 1919; trasferita alla Francia nel 1920; demolita, (le caldaia furono utilizzate per revisionare le unità della classe Classe Aventurier).                                                    |
| V 127 | 28 luglio 1917   | 23 ottobre 1917   | Internata a Scapa Flow il 22 novembre 1918; arenatasi nel tentativo di autoaffondarsi il 21 giugno 1919; trasferita al Giappone nel 1920; demolita a Dordrecht nel 1922. |
| V 128 | 11 agosto 1917   | 15 novembre 1917  | Internata a Scapa Flow il 22 novembre 1918; arenatasi nel tentativo di autoaffondarsi il 21 giugno 1919; trasferita alla Gran Bretagna, 1920; demolita, Grangemouth, 1922. |
| V 129 | 19 ottobre 1917  | 20 dicembre 1917  | internata a Scapa Flow il 6 dicembre 1918 (come sostituta della V 30, che era affondata mentre si dirigeva a Scapa Flow); autoaffondata il 21 giugno 1919. |
| V 130 | 20 novembre 1917 | 2 febbraio 1918   | trasferita alla Francia il 3 agosto 1920; entrata in servizio come Buino (FR); radiata il 15 febbraio 1933. |
| S 131 | 3 marzo 1917     | 11 agosto 1917    | Internata a Scapa Flow il 22 novembre 1918; autoaffondata il 21 giugno 1919. |
| S 132 | 19 maggio 1917   | 2 ottobre 1917    | Internata a Scapa Flow il 22 novembre 1918; arenatasi nel tentativo di autoaffondarsi il 21 giugno 1919; trasferita agli Stati Uniti nel 1920; affondata come nave bersaglio dalla USS Delaware (BB-28) e dal cacciatorpediniere USS Herbert (DD-160) al largo di Cape Henry il 15 luglio 1921. |
| S 133 | 1 settembre 1917 | 21 febbraio 1918  | trasferita alla Francia il 20 luglio 1920; entrata in servizio come Chastang(FR); radiata il 18 agosto 1933. |
| S 134 | 25 agosto 1917   | 4 gennaio 1918    | trasferita alla Francia il 14 giugno 1920; entrata in servizio come Vesco(FR); radiata il 24 luglio 1935. |
| S 135 | 27 ottobre 1917  | 15 marzo 1918     | trasferita alla Francia il 20 luglio 1920; entrata in servizio come Mazaré(FR); radiata il 24 luglio 1935. |
| S 136 | 1 dicembre 1917  | 30 aprile 1918    | Internata a Scapa Flow il 22 novembre 1918; autoaffondata il 21 giugno 1919. |
| S 137 | 9 marzo 1918     | 14 giugno 1918    | Internata a Scapa Flow il 22 novembre 1918; arenatasi nel tentativo di autoaffondarsi il 21 giugno 1919; trasferita alla Gran Bretagna, 1920; demolita, 1922. |
| S 138 | 22 aprile 1918   | 29 luglio 1918    | Internata a Scapa Flow il 22 novembre 1918; autoaffondata il 21 giugno 1919. |
| S 139 | 24 novembre 1917 | 15 aprile 1918    | trasferita alla Francia il 20 luglio 1920; entrata in servizio come Deligny(FR); radiata il 18 agosto 1933. |

### Programma del novembre 1916
| Unità | Varata            | Completata       | Destino finale. |
| ----- | ----------------- | ---------------- | --- |
| V 140 | 22 dicembre 1917  | 18 novembre 1918 | costruita ad Amburgo; venduta 3 novembre 1919; arenatasi, l'8 dicembre 1920, sulla costa danese mentre veniva condotta alla demolizione e demolita in situ. |
| V 141 | 26 marzo 1918     | –                | costruita ad Amburgo; completata circa al 60%; venduta il 3 novembre 1919; successivamente demolita, Kiel.                                                  |
| V 142 | 25 settembre 1918 | –                | completata circa al 40%; venduta, 3 novembre 1919; successivamente demolita, Kiel.                                                                          |
| V 143 | 25 settembre 1918 | –                | completata circa al 40%; venduta, 3 novembre 1919; successivamente demolita, Kiel.                                                                          |
| V 144 | 10 ottobre 1918   | –                | completata meno del 40%; venduta, 3 novembre 1919; successivamente demolita, Kiel.                                                                          |
| H 145 | 11 dicembre 1917  | 4 agosto 1918    | Internata a Scapa Flow il 22 novembre 1918; autoaffondata il 21 giugno 1919.                                                                                |
| H 146 | 23 gennaio 1918   | 3 ottobre 1918   | trasferita alla Francia il 23 maggio 1920; entrata in servizio come Rageot de la Touche(FR); radiata il 1935.                                               |
| H 147 | 13 marzo 1918     | 13 luglio 1920   | trasferita alla Francia il 23 maggio 1920; entrata in servizio come Marcel Delage(FR); radiata il 1935.                                                     |

### Programma del 1917
In totale 22 unità (nessuna fu completata).
| Unità  | Varata          | Completata | Destino finale. |
| ------ | --------------- | ---------- | --- |
| G 148  | –               | –          | cancellata il 3 novembre 1919 e demolita sullo scalo. |
| G 149  | –               | –          | cancellata il 3 novembre 1919 e demolita sullo scalo. |
| G 150  | –               | –          | cancellata il 3 novembre 1919 e demolita sullo scalo. |
| Ww 151 | –               | –          | quasi pronta al varo all'armistizio; cancellata e demolita sullo scalo, 1920. |
| S 152  | 1918            | –          | completata a circa il 40%-50% all'armistizio; radiata 3 novembre 1919; lo scafo incompleto venduto come rottame, attorno al 1920. |
| S 153  | 1918            | –          | completata a circa il 40%-50% all'armistizio; lo scafo incompleto venduto come rottame, attorno al 1920; naufragato presso Neukrug mentre veniva trasferito a Kiel per la demolizione; successivamente recuperato e demolito.                             |
| S 154  | 1918            | –          | completata a circa il 40%-50% all'armistizio; radiata 3 novembre 1919; lo scafo incompleto venduto come rottame, attorno al 1920. |
| S 155  | 1918            | –          | completata a circa il 40%-50% all'armistizio; radiata 3 novembre 1919; lo scafo incompleto venduto come rottame, attorno al 1920. |
| S156   | 1918            | –          | completata a circa il 40%-50% all'armistizio; radiata il 3 novembre 1919; lo scafo incompleto venduto come rottame, attorno al 1920. naufragato presso Neukrug mentre veniva trasferito a Kiel per la demolizione; successivamente recuperato e demolito. |
| S157   | 1918            | –          | completata a circa il 40%-50% all'armistizio; radiata 3 novembre 1919; lo scafo incompleto venduto come rottame, attorno al 1920. |
| V158   | 1 novembre 1918 | –          | completata a circa il 40% all'armistizio; radiata 3 novembre 1919; lo scafo incompleto venduto come rottame, attorno al 1920; demolito ad Amburgo. |
| V159   | 1 novembre 1918 | –          | completata a circa il 40% all'armistizio; radiata 3 novembre 1919; lo scafo incompleto venduto come rottame, attorno al 1920; demolito ad Amburgo. |
| V 160  | 11 marzo 1921   | –          | cancellata; arenatasi al largo di Dornbusch Hiddensee, Sassnitz mentre era a rimorchio; successivamente recuperata e demolita. |
| V 161  | –               | –          | cancellata e demolita sullo scalo. |
| V 162  | –               | –          | cancellata e demolita sullo scalo. |
| V 163  | –               | –          | cancellata e demolita sullo scalo. |
| V 164  | –               | –          | cancellata e demolita sullo scalo. |
| V 165  | –               | –          | cancellata e demolita sullo scalo. |
| H 166  | 25 ottobre 1919 | –          | a circa 55%-60%; radiata 3 novembre 1919, venduta 1920 e demolita Kiel. |
| H 167  | 26 ottobre 1918 | –          | a circa 55%-60%; radiata 3 novembre 1919, venduta 1920 e demolita Kiel. |
| H 168  | 8 novembre 1919 | –          | a circa 55%-60%; radiata 3 novembre 1919, venduta 1920 e demolita Kiel. |
| H 169  | 19 ottobre 1918 | –          | a circa 55%-60%; radiata 3 novembre 1919, venduta 1920 e demolita Kiel. |

## Großes Torpedoboot 1918 (V170–S223) mobilitazione generale
Gli ultimi progetti erano grandi cacciatorpediniere (1 268 t) dotate di gruppi turboriduttori e pesantemente armate (quattro cannoni da 105 mm sei lanciasiluri da 500 mm).
Programma del gennaio 1918
V 170-V 177, S 178-S 185 e H 186-H 193 (24 unità progettate, nessuna completata).
Programma del 1918
Le H 194-H 202, V 203-V 210 e le S 211-S 223 (30 unità in totale, nessuna completata). Nessuna di queste unità superò i primi stadi di realizzazione; tutti i programmi di costruzione furono cancellati con l'armistizio.

## Organizzazione tattica
Una indicazione sull'impiego tattico delle Großes Torpedoboot nella Hochseeflotte è dato dalla composizione degli ordini di battaglia in periodi successivi della prima guerra mondiale. La principale unità, la Torpedo-Boat Flotilla (flottiglia di torpediniere) era composta da undici torpediniere, suddivise in due Halbflottille (squadriglie) (da cinque unità ciascuna) ed una unità comando, comandate da un Kapitänleutnant (KptLt) (Tenente di vascello e/o Primo tenente di vascello).

### Metà ottobre 1914
Ordine di battaglia all'inizio della prima guerra mondiale, a mobilitazione completata.

Hochseeflotte, Mare del Nord

I. TBF: V 191 (comandante); 1. hf: V 186, V 190, V 188, G 197, V 189; 2. hf: G 196, G 193, G 195, G 192, G 194

II. TBF: S 149 (comandante); 3. hf: S 138, S 139, S 141, S 140, S 142; 4. hf: S 144, S 145, S 147, S 146, S 148

III. TBF: S 167 (comandante); 5. hf: V 162, V 163, V 164, S 165, S 166; 6. hf: G 173, G 169, G 172, G 170, S 168

IV. TBF: T 113 (comandante); 7. hf: S 119, S 122, S 117, S 118, S 115; 8. hf: S 128, T 111, S 129, S 126, T 110

V. TBF: G 12 (comandante); 9. hf: V 6, V 1, V 3, V 4, V 5; 10. hf: G 11, G 9, G 7, G 8, G 10

VI. TBF: V 150 (comandante); 11. hf: V 151, V 153, V 154, V 152, V 155; 12. hf: V 156, V 157, V 159, V 158, V 160

VII. TBF: S 24 (comandante); 13. hf: S 14, S 15, S 13, S 16, S 18; 14. hf: S 19, S 21, S 23, S 20, S 22

VIII. TBF: G 174 (comandante); 15. hf: V 181, V 183, V 182, S 130, S 131; 16. hf: S 176, S 177, S 179, V 180, G 175

IX. TBF: S 28 (comandante); 17. hf: V 25, V 26, V 27, S 31, S 32; 18. hf: V 30, V 29, S 33, S 34, S 35, S 36

ausiliarie alle flottiglie di sommergibili: T 109, T 99, T 100, T 101

ausiliarie della flotta (assegnate all'ammiraglia di flotta, a quella di squadra, etc.): T 98, T 96
altre zone

Mar Baltico: 19. hf: S 120, G 134, S 124, S 127, T 97; 20. hf: G 133, G 132, G 135, G 136

Difesa costiera: Jade/Weser Division : T 91, T 93, T 94, T 95, T 107; Elba Division: S 114

Estremo oriente: S 90

### Maggio 1916
Ordine di battaglia prima della battaglia dello Jutland.

Hochseeflotte, Mare del Nord

I. TBF: S 32 (comandante); 1. hf: G 39, G 40, G 38, V 190, G 197; 2. hf: G 192, G 195, G 196, G 193

II. TBF: B 98 (comandante); 3. hf: G 101, G 102, B 112, B 97; 4. hf: B 109, B 110, B 111, G 103, G 104

III. TBF: S 53 (comandante); 5. hf: V 71, V 73, V 74, G 88, G 85; 6. hf: V 48, V 70, S 55, S 54, G 42

V. TBF: G 11 (comandante); 9. hf: V 6, V 2, V 3, V 1, V 4; 10. hf: G 8, G 7, V 5, G 9, G 10

VI. TBF: G 41 (comandante); 11. hf: V 44, S 49, V 43, G 87, G 86; 12. hf: V 69, S 50, V 46, V 45, G 37

VII. TBF: S 24 (comandante); 13. hf: S 15, S 17, S 20, S 16, S 18; 14. hf: S 19, S 23, V 186, V 189

IX. TBF: V 28 (comandante); 17. hf: V 27, V 26, S 36, S51, S 52; 18. hf: V 30, S 34, S 33, V 29, S 35

Mar Baltico

VI. Aufklärungsgruppe (6º Gruppo da ricognizione): V 100

IV. TBF: V 160 (comandante); 7. hf: V 154, G 133, S 140, S 143, S 145, V 151, V 152, V 155, V 157, V 158, V 161

VIII. TBF: S 178 (comandante); 15. hf: V 183, V 182, V 181, V 185, V 184; 16. hf: S 176, V 180, G 174, S 179, G 175

X. TBF: S 56 (comandante); 19. hf: V 78, S 143, S 148, S 147, S 139; 20. hf: V 72, V 75, S 57, G 89, V 77

assegnate: T 107, S 146; 21. hf: S 167, G 169, G 170, S 168, G 137.

Fiandre

Flottiglia cacciatorpediniere:  hf Cleve: V 67, V 68, V 47

servizi ausiliari

flottiglia dragamine: T 103, S 149, G 136, T 104

Flottiglia pattugliatori del Mare del Nord : S 127, S 128; servizio di difesa costiera: T 93, S 131, T 110, T 106, T 97, T 105, G 135, T 112, T 113, S 114, S 120, S 138

ausiliarie alle flottiglie di sommergibili: T 159, T 99, G 137, T 101, G 132; ausiliarie della flotta: T 96, T 98

unità scuola: G 134, S 126, S 122, S 121, S 131, V106, V 108, T 102, T 108, V 105, S 130, S 125

### Aprile 1918
Situazione nel Mare del Nord alla fine del 1918, all'epoca dell'ultima sortita offensiva (annullata per ammutinamento) della Hochseeflotte.
Hochseeflotte, Mare del Nord

I. TBF:  V 129 (comandante); 1. hf: G 39, G 38, G 40, G 86, S 32; 2. hf: V 130, S 135, S 133, S 134, S 139

II. TBF:  B 97 (comandante); 3. hf: G 101, G 103, V 100, G 104, G 102; 4. hf: B 109, B 110, B 112, B 98, B 111

V. TBF:  G 11 (comandante); 9. hf: V 6, S 23, V 3, V 2, V 1, T 196, T 197; 10. hf: G 8, V 5, G 10, G 7, G 9, T 183, T 181

VI. TBF:  V 128 (comandante); 11. hf: V 127, V 126, S 131, V 125, S 132; 12. hf: V 43, V 45, S 50, S 49, V 46, V 44

VII. TBF:  S 62 (comandante); 13. hf: V 78, S 65, S 66, V 83, S 56; 14. hf: T 182, G 92, G 89 (G 87, G 93, G 94 furono tutte affondate il 30 marzo 1918)

VIII. TBF:  T 180 (comandante); 15. hf: T 193, T 195, T 192, T 189, T 190; 16. hf: T 176, T 178, T 174, T 179, T 186

IX. TBF:  V 78 (comandante); 17. hf: V 80, S 52, S 51, S 60,  S 36; 18. hf: V 30, V 26, V 28, S 34, S 33

Flottiglie dragamine: T 103, T 184, T 149, T 132

I. GF; 1. hf: T 127, T 114, T 109, T 101, T 125, T 112, T 99, T 106, T 102, T 105, T 93; 2. hf: T 185, S 19, S 24, T 122, T 148, S 18, T 135, T 147, T 131, T 196, T 197; 3. hf: T 136, T 92, T 104, T 128, T 138, T 97

II. GF: T 128; 5. hf: T 99; 6. hf: T 97; 7. hf: T 125; 8. hf: T 114; 9. hf: T 102; 10. hf: T 92, T 128; (T 103 in riparazione)

### Settembre 1918
Situazione poco prima della fine della guerra.
Hochseeflotte, Mare del Nord

I. TBF:  1. hf: V 129, S 32, G 38, G 39, G 40, G 86; 2. hf: V 130, S 134, S 133, S 135, S 139

II. TBF:  3. hf: B 98, G 101, G 102, G 103, G 104, V 100; 4. hf: B 97, B 109, B 110, B 111, B 112

V. TBF:  9. hf: G 11, V 1, V 2, V 3, V 6, S 23; 10. hf: V 5, G 7, G 8, G 10

VI. TBF:  11. hf: V 128, V 125, V 126, V 127, S 131, S 132; 12. hf: V 43, V 44, V 45, V 46, S 49, S 50

VII. TBF: (V 116 in arrivo); 13. hf: V 83, V 78, S 65, S 56 (S 138 in arrivo); 14. hf: G 92, G 89 (S 136, S 137, H145 in arrivo)

VIII. TBF:  15. hf: T 180, T 189, T 190, T 193, T 195; 16. hf: T 174, T 176, T 178, T 179, T 186

IX. TBF:  17. hf: V 79, S 36, S 51, S 52, S 60, V 80; 18. hf: V 26, V 28, V 30, S 33, S 34

I. GF: 1. hf: T 127, T 109, T 112, T 93, T 170, T 165, T 182, T 183, T 181; 2. hf: T 185, S 19, S 24, T 122, T 148, T 113, S 18, T 135, T 147, T 131, T 197, T 196; 3. hf: T 136, T 169 (inoltre a 12 torpediniere leggere tipo "A")(EN)

II. GF: 5. hf: T 99; 6. hf: T 97; 7. hf: T 125; 8. hf: T 114; 9. hf: T 102; 10. hf: T 92, T 128; (T 103 in riparazione)

dragamine: T 184, T 132, T 96, T 98
Mar Baltico

IV. TBF:  7. hf: T 160, T 133, T 139, T 140, T 143, T 145, T 151, T 152, T 154; 19. hf: T 155, T 157, T 158, T 104, T 106, T 175, T 101, T 105
Fiandre

III. TBF:  5. hf: V 71, S 53, V 73, V 81, G 41, V 77; 6. hf: S 54, S 55, V 70, G 91

Flottiglia cacciatorpediniere delle Fiandre: 1. hf: V 47, V 67, G 95, S 61; 2. hf: S 63, V 69, V 82

fuori servizio: S 15, V 74
servizi ausiliari

Flottiglia scuola del Mar Baltico: 1. hf: T 173, T 166, T 134, V 108, T 107; 2. hf: T 167, T 163, T 142, T 126

scuola di tiro: T 144, T 146, T 168, V 105

posamine, dragamine: V 106, T 110, T 120

ausiliarie alle flottiglie di sommergibili: T 130, T 137, T 153, T 159, T 161, T 164, T 108, T 121

ausiliarie della flotta, etc.: T 91, T 94, T 95, T 111, T 156, T 141.

### Riferimenti
1. ↑  Gardiner, Conways 1906-1921, p.164
2. 1 2 3 4 5 6 7 8 9 10 11  Groner, pp. 233-234.
3. 1 2   Friedrich Ruge, Scapa Flow 1919, milano, Mursia, 1980,  pp. 24-25.
4. 1 2 3  Giorgierini, pp. 328-329.
5. 1 2 3  Groner, pp. 241-242.
6. ↑   US Navy, V 43 in Dictionary of American Naval Fighting Ships, su history.navy.mil, Ships History Branch. URL consultato il 12 aprile 2014.
7. 1 2   German WWI warships rediscovered in Portsmouth Harbour after lying forgotten for decades, in The Independent. URL consultato il 15 aprile 2016.
8. ↑  Groner, pp. 241-244.
9. ↑  Groner, pp. 245-246.
10. ↑   S 132 in Dictionary of American Naval Fighting Ships, in US Navy, Ships History Branch. URL consultato il 12 aprile 2014.
11. 1 2  Kontreadmiral a.D. Stoelzel, Ehrenrangliste der Kaiserlich Deutschen Marine 1914-18 (Thormannn e Goetsch, Berlin, 1930), pp 11-86.
12. ↑  Walter Gladisch, Der Krieg zur See, 1914-18: Der krieg in der Nordsee v. 7, (Frankfurt, E.S. Mittler & Sohn, 1965), pp. 175-178.
13. ↑  Paul Köppen, Der Krieg zur See, 1914-18: Entworfen e Die Überwasserstreitkräfte und ihre Technik, (Berlin, E.S. Mittler & Sohn, 1930.) pp. 291-292.